# Bătălia de la Vittorio Veneto
Bătălia de la Vittorio Veneto, sau a treia bătălia de pe Piave, a fost ultimul conflict armat între Italia și Imperiul Austro-Ungar în timpul Primului Război Mondial. Ea s-a desfășurat între 24 octombrie și 4 noiembrie 1918, în zona dintre râul Piave, Masivul Grappa, Trentino și Friuli⁠(d), și a urmat la câteva luni după eșecul ofensivei austriece din iunie 1918, care nu a reușit să rupă rezistența italiană pe Piave și pe Grappa, și s-a încheiat cu o slăbire gravă a forței și a capacităților de luptă a Armatei cezaro-crăiești.
Atacul italian decisiv, cerut insistent de către Aliați, care deja trecuseră la ofensivă generală pe frontul de vest, a început abia la 24 octombrie 1918, în timp ce Imperiul Austro-Ungar deja dădea semne de destrămare, din cauza tensiunilor politico-sociale din rândul numeroaselor naționalități prezente în statul habsburgic, și în timp ce erau în curs de desfășurare încercări de negocieri pentru suspendarea ostilităților.
Bătălia de la Vittorio Veneto s-a caracterizat printr-o fază inițială aprig disputată, în timpul căreia armata austro-ungară încă a mai putut opune rezistență, atât pe Piave cât și în sectorul Muntelui Grappa, căreia i-a urmat o bruscă și ireversibilă prăbușirea a apărării, cu dezintegrarea progresivă a unităților și cu dezertări în rândul minorităților naționale, care a promovat rapida înaintare finală a armatei italiene până la Trento și Trieste.
La 3 noiembrie 1918, cu intrare în vigoare din ziua următoare, s-a încheiat armistițiul de la Villa Giusti, care a reprezentat sfârșitul Imperiului Austro-Ungar și victoria Italiei în Marele Război.

## Frontul italian

### Concepția și planificarea ofensivei italiene
La 24 iunie 1918, bătălia de solstițiu s-a încheiat cu un succes semnificativ în armata italiană, care a reușit să respingă ultima mare ofensivă generală a armatei austro-ungare (operațiunile „Lawine”, „Radetzky” și „Albrecht”) atât în zona râului Piave cât și în cea a Muntelui Grappa; în următoarele săptămâni, cu o serie de contraatacuri locale, au fost recuperate de către italieni și micile capete de pod stabilite pe Piave de austro-ungari. Marea bătălie marcase un punct de cotitură decisiv al războiului pe frontul Italian: armata austro-ungară a suferit pierderi grele, 118 000 de morți, răniți și dispăruți, mai mari decât cele italiene, 85 600 de morți, răniți și dispăruți, fără a obține rezultate decisive și suferind, dimpotrivă, o gravă slăbire a forței materiale și coeziunii de moral.
În ciuda importantei victorii defensive, generalul Armando Diaz, șeful statului major al Armatei Regale din 9 noiembrie 1917, după demiterea generalului Luigi Cadorna ca urmare a dezastrului de la Caporetto, era precaut și nu foarte optimist cu privire la posibilitatea de a reuși o mare contra-ofensivă  într-un timp scurt. La solicitările din 12 și 27 iunie, ale generalului Ferdinand Foch, comandantul suprem aliat, de a trece hotărât la atac, generalul Diaz a arătat în scrisorile din 21 iunie și 6 iulie ca armata austro-ungară, deși învinsă, încă mai dădea dovadă de disciplină și putere de luptă; de asemenea, el s-a plâns de lipsa de materiale și de întăriri, care făcea recomandabilă evitarea unor atacuri premature, și solicita asistența trupelor americane, aflate într-o fază de aflux masiv în Europa, pe frontul Italian.
La 24 iulie generalul Foch a elaborat un memorandum⁠(d) în care propunea în cele din urmă trecerea la ofensivă generală pe frontul de vest, profitând de slăbirea armatei germane și continua sosire, în ritm de 250 000 de soldați pe lună, a contingentelor americane; la câteva zile după aceea, generalul John Pershing, comandantul-șef al Forței Expediționare Americane⁠(d), și-a exprimat mirarea față de dispersarea trupelor sale pe alte fronturi și s-a opus cererilor italienilor de susținere a trupelor americane de pe frontul de la Piave. În timp ce începeau continue ofensive anglo-franco-americane, inactivitatea armatei italiene a cauzat îngrijorarea și critica Aliaților, și generalul Diaz s-a dus la sfârșitul lunii august în Franța pentru a se întâlni cu generalul Foch, pentru a-i expune situația de pe frontul italian, și pentru a solicita din nou participarea unor unități americane.

În timpul șederii generalului Diaz în Franța, Foch și-a reiterat opoziția față de trimiterea la acel moment de mari contingente americane în Italia: comandantul suprem aliat s-a dovedit optimist și a spus că el crede că până la sfârșitul anului germanii vor fi împinși dincolo de Rin, promițând în schimb că în primăvara anului 1919, va trimite 400 000 de soldați americani pe frontul Italian. În realitate, situația de ansamblu a războiului până la jumătatea lunii septembrie și semnele de prăbușire a Puterilor Centrale pe frontul de vest și pe frontul balcanic păreau să preconizeze posibilitatea unui colaps al inamicului deja în 1918; ca urmare, Italia risca încheierea conflictului cu victoria aliaților pe alte fronturi, înainte chiar ca armata italiană să treacă la ofensivă, și cu teritoriile italiene Friuli⁠(d) și o parte din Veneto încă sub ocupație austro-ungară.
| Imagine indisponibilă                                                  |  | Imagine indisponibilă |
| Generalul Armando Diaz, șeful statului major general al Armatei Regale |  |                       |

Aceste considerente au determinat, astfel, statul major italian să dezvolte primele proiecte ofensive. Pe 25 septembrie, colonelul Ugo Cavallero⁠(d), șeful biroului de operațiuni al Comandamentului suprem militar italian⁠(d), a trimis un „Studiu de operațiune ofensivă peste Piave”, care ilustra o serie de posibile planuri: documentul prevedea posibilitatea de a lansa într-un timp scurt o ofensivă în fața colapsului iminent al inamicului, și în acest caz, atacul ar trebui să fie declanșat rapid, cu efect imediat, și să-i ia pe austro-ungari prin surprindere. Cu excepția atacurilor de pe teritoriul nepropice de pe platoul celor Șapte Comune⁠(d), colonelul Cavallero propunea o ofensivă în câmpie, în sectorul râului Piave, cu direcția strategică spre Vittorio Veneto; atacul s-ar fi extins pe aproximativ douăzeci de kilometri, și era așteptat să angajeze douăzeci și patru de divizii și jumătate plus trei divizii britanice.
Pe 26 septembrie, generalul Enrico Caviglia⁠(d), comandant al Armatei a 8-a, a fost chemat la sediul central și i s-au adus la cunoștință memoriul operativ redactat de colonelul Cavallero; generalul a remarcat că, în timp ce colonelul Cavallero și generalul Pietro Badoglio, adjunctul șefului statului major general, păreau să fie clar favorabili reluării ofensivei, generalul Diaz era mult mai puțin hotărât, și păstra îndoieli și incertitudini. Generalul Caviglia a exprimat critici la adresa proiectului, și l-a sfătuit să facă unele schimbări operaționale: el a propus să se extindă frontul de atac spre nord până la Vidor și să se organizeze, cu câteva zile înainte de începerea ofensivei, un atac diversionist în zona Muntelui Grappa. Ideile generalului Caviglia au fost discutate și aprobate într-o discuție cu colonelul Cavallero și generalii Badoglio și Scipione Scipioni⁠(d), astfel că planul a fost prezentat lui Diaz, care a părut să-l aprobe.

Între timp, situația generală a războiului evolua tot mai rapid în favoarea Aliaților; pe 26 septembrie pe frontul de vest a fost reluată înaintarea anglo-franco-americană și pe 4 octombrie de la Puterile Centrale au venit primele cereri de armistițiu. Președintele Consiliului de Miniștri⁠(d), Vittorio Emanuele Orlando, era serios îngrijorat de faptul că războiul s-ar putea termina brusc, fără o victorie italiană clară: se temea de repercusiunile diplomatice și de repunerea în discuție a clauzelor Pactului de la Londra din 1915. Pe 3 octombrie, Orlando a mers la Paris și i-a dat asigurări generalului Foch, că în scurt timp armata italiană va trece la atac, dar comandantul suprem al forțelor aliate părea puțin interesat de veste și încrezător că va putea obține victoria asupra Puterilor Centrale fără concursul italienilor. Orlando a devenit și mai nerăbdător: la 15 octombrie, i-a trimis generalului Diaz o telegramă exasperată, în care afirma că „prefer[ă] înfrângerea [în locul] inacțiunii”, și vehicula posibilitatea înlocuirii șefului statului major general cu generalul Gaetano Giardino⁠(d). Anterior, pe 1 octombrie, avusese deja loc o întâlnire furtunoasă între Orlando și generalul Diaz pe tema necesității de a ataca cât mai curând posibil și din motive politice.
| Imagine indisponibilă                                              |  | Imagine indisponibilă                                             |
| Generalul britanic Frederick Cavan⁠(d), comandant al Armatei a 10-a |  | Generalul francez Jean César Graziani, comandantul Armatei a 12-a |

Pe 13 octombrie, în cele din urmă, Diaz i-a convocat la cartierul central din Abano Terme pe comandanții armatelor pentru a ilustra planul de operații al ofensivei, pregătit în ziua precedentă, care preluat o mare parte din proiectul colonelului Cavallero, integrat cu unele dintre propunerile generalului Caviglia. Conform acestui plan, lovitura decisivă urma să fie realizată pe râul Piave între Montello⁠(d) și Grave di Papadopoli⁠(d) de către Armata a 8-a a generalului Caviglia, sprijinit pe flancuri două noi armate mult mai mici: Armata a 10-a încredințată generalului britanic Frederick Cavan⁠(d), și Armata a 12-a, comandată de generalul francez Jean César Graziani. După trecerea râului, forțele generalului Caviglia urmau să se îndrepte către Vittorio Veneto, blocând căile de comunicare ale armatelor austro-ungare în cursul inferior al Piavelui, în timp ce Armata a 12-a urma să înainteze la nord de Valdobbiadene către Feltre. Armata a 4-a a generalului Giardino trebuia să fie gata de atac în zona Muntelui Grappa în direcția de Primolano⁠(d) și Arten; în cele din urmă, Armata a 6-a (Armata Regală)⁠(d) , a generalului Luca Montuori urma să apere platoul celor Șapte Comune.
Hotărârea comandamentului suprem de a constitui cele două noi armate, formate din cele cinci divizii italiene, două britanice și una franceză, și de a încredința comanda acesora la doi generali străini, a fost criticată de unii ofițeri de rang înalt, între care generalii Giardino și Caviglia, și părea motivată în principal de oportunitățile politico-diplomatice date de relațiile cu aliații occidentali. În realitate, din punct de vedere strategic, constituirea celor două mici armate era inutilă, în timp ce atribuirea comenzi acestora a doi generali străini s-a dovedit o greșeală care a favorizat propaganda anglo-franceză a unui presupus rol decisiv al Aliaților în bătălia de la Vittorio Veneto.
În ultimele zile înainte de ofensivă, planul de operațiuni a fost din nou schimbat de comandamentul suprem: la 18 octombrie, Diaz i-a anunțat pe generalii Giardino, Caviglia, Montuori și Graziani că era necesar, în speranța că starea Piavelui va permite atacul principal în sectorul râului, să se organizeze să se lanseze cât mai curând un atac în zona de Masivului Grappa, în direcția Primolano-Feltre pentru a angaja inamicul și a devia o parte din forțele sale din alte sectoare. În acest scop, generalului Giardino, care urma să conducă atacul cu Armatele a 4-a și a 12-a, i s-a solicitat să finalizeze pregătirile la 23 octombrie; exista temerea că armistițiul general era iminent, și că era absolut necesar să se atace imediat. După o întâlnire între generalii Giardino și Diaz pe 21 octombrie, s-a hotărât ca ofensiva să înceapă pe 24 octombrie, cu un atac în zona Muntelui Grappa, care va fi urmat în termen de douăsprezece ore de atacul principal pe Piave.
Ordinea finală a operațiunilor a fost comunicată la data de 21 octombrie, și confirma că ofensiva ca începe cu o acțiune a Armatelor a 4-a și a 12-a în sectorul Râul Brenta-Piave pentru a atrage în luptă forțele austriece desfășurate în Trentino, în timp ce atacul cel mai important pe Piavele mijlociu urma să fie lansat „în primele ore din seara aceleiași zile” de Armatele a 8-a și a 10-a și o parte din Armata a 12-a; Armata a 6-a urma să conlucreze cu o manevră spre Cismon. Generalii Caviglia și Giardino au ieșit în față cu unele critici asupra planului final: primul credea că va fi nevoie de o distanță mai mare în timp între cele două atacuri pentru a putea atrage și rezervele austriece din sectorul Brenta, în timp ce al doilea, în memoriile sale, deplâgea timpul insuficient alocat pentru pregătiri și punea la îndoială eficacitatea tacticii de asalt în zona Muntelui Grappa; planul de operațiuni ar fi obligat Armata a 4-a să lanseze atacuri frontale costisitoare, similare inutilelor bătălii de pe Isonzo, suferind pierderi grele.

### Situația armatei austro-ungare

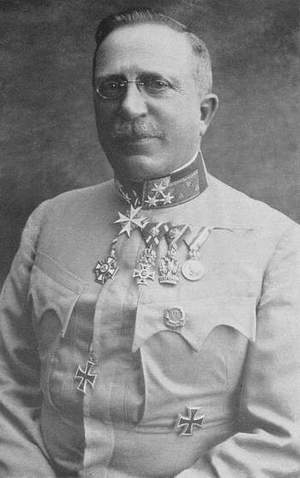
Generalul Arthur Arz von Straussenburg, șeful statului major general al armatei austro-ungare

Înfrângerea Austro-Ungariei în bătălia de solstițiu a fost una importantă pentru rezultatul general al războiului mondial. În memoriile sale de război, generalul german Erich Ludendorff susținea că Germania a resimțit puternic eșecul ofensivei de pe Piave, precizând că „pentru prima dată, am avut sentimentul înfrângerii noastre” și că înfrângerea de aliatului lor pe frontul Italian, preludiu al prăbușirii Imperiului Habsburgic, a influențat moralul și hotărârea armatei germane angajate în organizarea ultimelor tentative de ofensivă pe frontul de vest. În Austro-Ungaria, înfrângerea a provocat o prăbușire ireversibilă a încrederii în armată și primele semne de slăbire a coeziunii politico-militare; împăratul Carol I care a mers pe 21 iunie la Bozen să analizeze situația cu generalul Franz Conrad von Hötzendorf, a văzut deplorabile condiții materiale și de moral ale soldaților, dezamăgiți și descurajați după eșec, și slab aprovizionați cu hrană și echipamente.
Situația Puterilor Centrale devenea critică pe toate fronturile; la sfârșitul lunii iunie, înaltul comandament german a promis să furnizeze 2000 de vagoane de făină pentru aprovizionarea trupelor imperiale din Italia, dar a cerut și trimiterea a șase divizii austro-ungare pe frontul de vest. Pe 27 iunie, generalul Arthur Arz von Straussenburg, șeful statului major general, și-a dat consimțământul, și primele două divizii au plecat în Franța; și aceste condiții el părea încă încrezător, și scria despre o nouă ofensivă pe frontul italian în luna septembrie, posibil cu concursul trupelor germane. În realitate, condițiile politice și militare ale Imperiului se deteriorau, semnele lipsei de coeziune se manifestau în lungi dezbateri, polemici în parlamentele maghiar și austriac, se exprimau critici puternice la adresa liderilor militari și, pe 13 iulie, generalul Conrad, considerat unul dintre responsabilii pentru eșecul ultimei ofensive din Italia, a fost îndepărtat de la comanda „grupului de armate din Tirol”, și înlocuit cu arhiducele Joseph.
În timpul lunilor de vară, între oficialii de rang înalt de la cartierele generale austro-ungare, alternau temeri față de venirea unei ofensive italiene cu planificarea unei serii de proiecte de atacuri cu caracter local. Comandamentul suprem lua în calcul un posibil atac inamic în luna august, și l-a alertat pe generalul Svetozar Boroević, comandantul grupului de armate de pe Piave, să își întărească liniile de apărare; în același timp, se studia și ofensiva între Brenta și Montello, și s-a format un nou comandament, „grupul Belluno”, sub generalul Ferdinand von Goglia, care să organizeze forțele alocate pentru acest atac, planificate până la sfârșitul anului 1918. Generalul Boroević era mult mai puțin optimist: el se plângea de mari dificultăți de aprovizionare, de declinul moralului și al disciplinei trupelor și considera o prioritate consolidarea apărării pentru a respinge ofensiva inamicului pe direcția Vittorio Veneto-Belluno; la începutul lunii septembrie, generalul Arz von Straussenburg împărtășea aceste evaluări, și proiectele de atac au fost retrase, iar activitatea s-a concentrat în principal pe consolidarea unei poziții defensive.
Pe 14 septembrie a început ofensiva aliată pe frontul macedonean, care în primele zile ale lunii octombrie avea să forțeze Bulgaria să capituleze; pe 27 septembrie, împăratul Carol s-a întâlnit la Viena cu Consiliul de Coroană, în prezența generalului Arz von Straussenburg, întâlnire în care s-au discutat consecințele prăbușirii iminente a Bulgariei și în care șeful statului major general a declarat în mod explicit că este absolut necesar ca războiului să i se pună capăt în 1918. Ministrul de externe Stephan Burián von Rajecz⁠(d) a fost instruit să pună presiune pe Germania, dar, în realitate, chiar și aliatul german era într-o mare dificultate: generalul Ludendorff deja solicitase trimiterea unei cereri de armistițiu Aliaților și, pe 4 octombrie, după ce a primit acordul Austro-Ungariei și al Imperiului Otoman, Wilhelm al II-lea al Germaniei a transmis cererea de armistițiu președintelui american Thomas Woodrow Wilson. Pe baza acestor hotărâri politice, generalul Arz von Straussenburg a căutat să păstreze coeziunea armatei în ciuda răspândirii zvonurilor despre pacea iminentă, dar, în același timp, a început să planifice evacuarea regiunii Veneto, și a instalat în Trento o comisie de armistițiu condusă de generalul Viktor von Weber Webenau⁠(d).
În timp ce creșteau protestele naționaliste și aspirațiile de independență ale populațiilor cehă, slovacă, polonă, sud-slavă și ucraineană a Imperiului, și creșteau disensiunile între Austria și Ungaria, pe 14 octombrie, comandamentul suprem de la Baden bei Wien a discutat iarăși dacă să înceapă evacuarea regiunii Veneto. Unii ofițeri de rang înalt și-au exprimat teama de un colaps al armatei în timpul retragerii sub presiunea italiană, și s-a discutat și posibilitatea dezertării în masă a trupelor care ar fi putut deveni pradă presiunilor revoluționarilor extremiști. S-au analizat, cu toate acestea, proiectele de începere a evacuării depozitelor de provizii și a materialelor adunate în spatele frontului și, pe 17 octombrie, s-a pus în mișcare primul transport, provocând turbulențe între unitățile de pe front. Zvonurile despre retragere au provocat mari tensiuni între ofițeri și soldați, și au promovat dezintegrarea unor unități de altă limbă decât germana.
Ultimele câteva săptămâni înainte de începerea ofensivei italiene au fost dramatice pentru austro-ungari: proclamația lui Carol I, pe 16 octombrie, care prevedea restructurarea statului în sens federal a fost primită cu scepticism și neîncredere de către factorii de decizie politică și de populația Imperiului, în timp ce președintele Wilson a declarat expres în seara zilei de 20 octombrie că pacea trebuie să se bazeze pe principiul auto-determinării popoarelor din Austro-Ungaria. În Consiliul de Coroană din 21 octombrie, generalul Arz von Straussenburg a raportat că situația militară era rea și că era absolut necesar să se încheie pacea „cu orice preț”.

## Forțele opuse

### Armata Regală

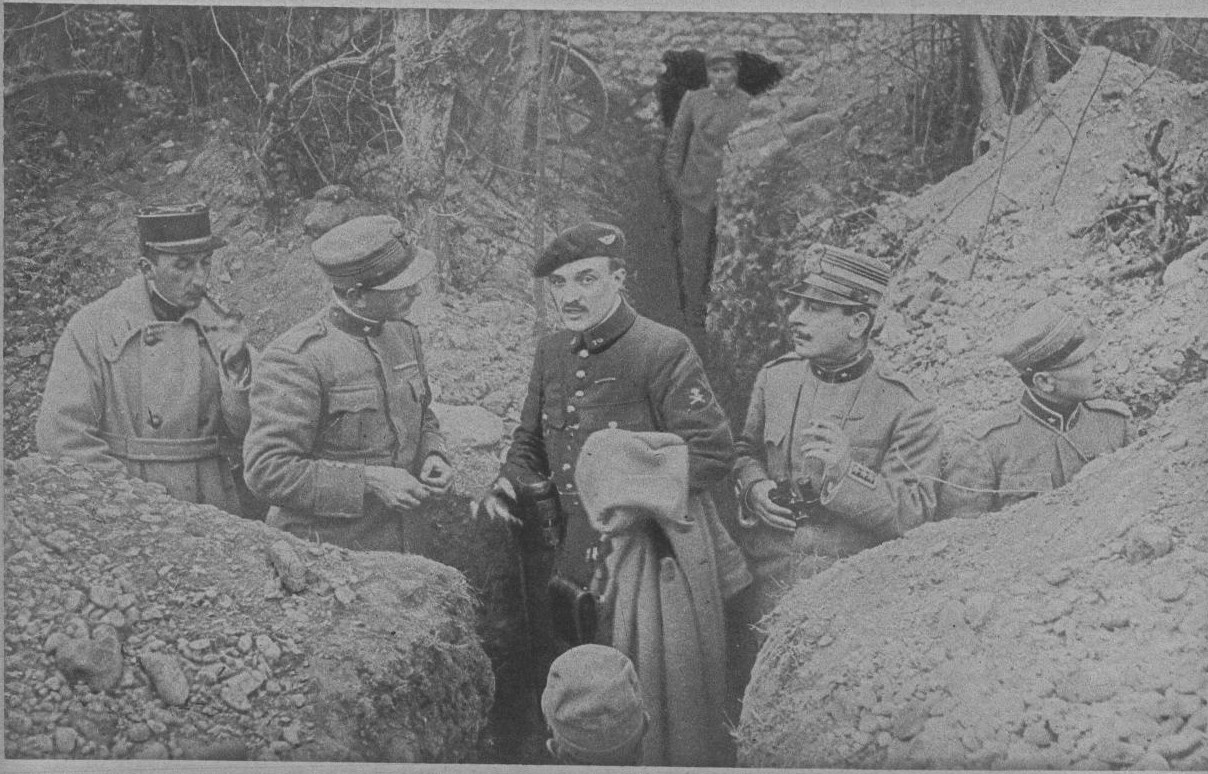
Ofițeri francezi și italieni în tranșeele de observare de-a lungul râului Piave

La 24 octombrie 1918, ziua de început al ofensivei finale a armatei italiene în Marele Război, generalul Diaz alinia de la pasul Stelvio⁠(d) până la mare un complex de forțe format din 57 de divizii de infanterie și 4 divizii de cavalerie, puse sub comanda a opt armate în prima linie și una de rezervă. Pe flancul stâng, între pasul Stelvio și malul vestic al Lacului Garda, se găsea Armata a 7-a a generalului Giulio Cesare Tassoni⁠(d), format din două corpuri de armată. Urma Armata 1 a generalului Guglielmo Pecori Giraldi⁠(d), desfășurată de la malul vestic al Lacului Garda, la Val d'Astico⁠(d), cu trei corpuri, și Armata a 6-a a generalului Luca Montuori⁠(d), care ocupa platoul celor Șapte Comune până la malul stâng al râului Brenta cu alte trei corpuri de armată. Sectorul de la masivul Grappa până la vârful Palon⁠(d) era repartizat Armatei a 4-a a generalului Gaetano Giardino, care dispunea de trei corpuri de armată, întărite cu patru grupuri de asalt, unități alese din noua armă numită „arditi” și un regiment de cavalerie; de la Monte Tomba⁠(d) până la podurile de la Vidor peste Piave era Armata a 12-a, condusă de generalul francez Jean César Graziani, formațiune care consta dintr-un corp de armată și din Corpul al 12-lea francez cu o divizie și două regimente franceze.
De-a lungul cursului râului Piave, de la podul de la Vidor la Ponte della Priula⁠(d), era Armata a 8-a a generalului Enrico Caviglia, care, formată din patru corpuri și din corpul de asalt al generalului Francesco Grazioli⁠(d), era formațiunea cea mai numeroasă și mai puternică din toată armata; la dreapta sa, de-a lungul râului, de la Ponte della Priula până la Ponte di Piave, Armata a 10-a a britanicului Frederick Cavan, formată dintr-un corp de armată italian și cele două divizii ale corpului al 14-leaa al armatei britanice a generalului James Melville Babington⁠(d). În sfârșit, ultima porțiune de front, de la Ponte di Piave la mare, era repartizată Armatei a 3-a a ducelui de Aosta, cu două corpuri de armată întărite de două divizii de asalt și trei regimente de cavalerie; acestei armate i s-a atribuit și Regimentul 332 infanterie american. Generalul Diaz avea la dispoziție în rezervă și Armata a 9-a a generalului Paolo Morrone⁠(d) cu alte două corpuri și corpul de cavalerie; în această armată era încadrată și Divizia a 6-a cehoslovacă, recrutată din rândul foștilor prizonieri de război de origine cehă din armata austro-ungară. În fine, Serviciul Aeronautic⁠(d) al Armatei acumulase, după înfrângerea de la Caporetto, un total de 25 de grupuri de aeronave, pentru un total de optzeci și patru de escadrile, dintre care șaizeci și patru (plus încă șase secțiuni⁠(d) autonome) erau trimise în spatele frontului: totalul aeronavelor era de 1 055, inclusiv douăzeci de escadrile, și șase secțiuni de apărare.
Armata desfășurată pentru ultima bătălie era formată în total din aproximativ 700 de batalioane de infanterie, opt batalioane de bicicliști și 31 de unități de asalt, în timp ce cavaleria era formată din patru divizii, nouă regimente, alte grupuri de escadrile și formațiuni de blindate. Artileria italiană suferise pierderi uriașe în bătălia de la Caporetto, dar după un an, datorită eforturilor industriei de război, și-a reformat și modernizat forțele pentru a ajunge la o eficiență remarcabilă. Artileria a fost concentrată în principal în cadrul armatelor destinate să lanseze o ofensivă, în timp ce Armatele a 7-a și 1, care trebuia să realizeze doar sarcini minore, avea un număr foarte redus de baterii, iar Armata a 6-a care trebuia să susțină pe flanc principalele forțe de atac a primit 1057 de tunuri și 215 mortiere.

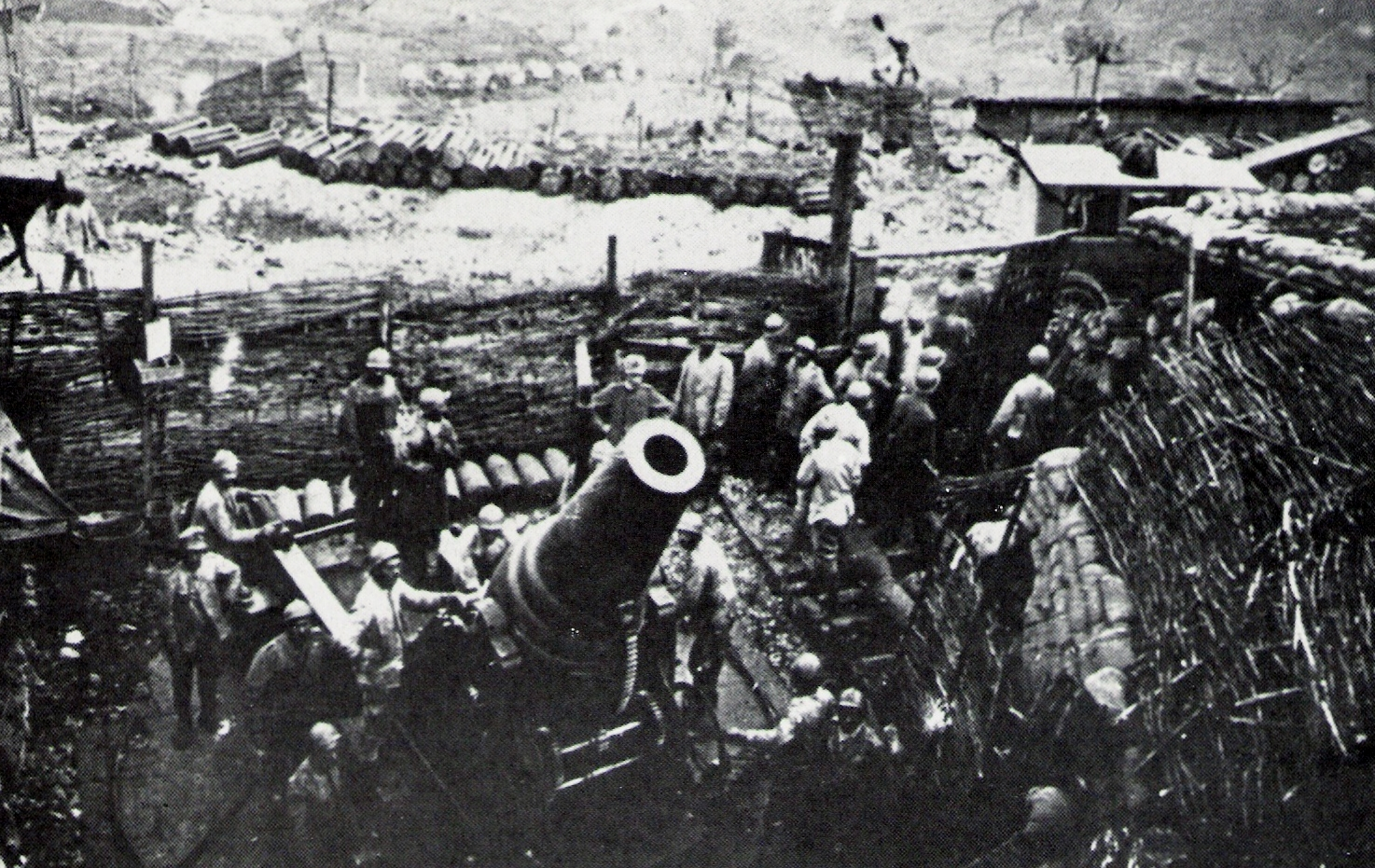
Un al artileriei italiene

În memoriile sale, generalul Giardino afirma polemic că armata lui a fost însărcinată abia în ultimul moment să atace pe muntele Grappa, și că până la data de 19 octombrie era încă în proces de reorganizare, și că noile baterii atribuite erau încă în curs de desfășurare; în total, dispunea de 1 385 de tunuri, inclusiv piesele corpului de armată I din cadrul Armatei a 12-a de pe dreapta, dar organizarea focului nu a fost satisfăcătoare, și artileria austro-ungară era mai bine pregătită în acest sector și dispunea de câmpuri optime de tragere asupra direcțiilor de atac. Cea mai mare parte din artileria italiană a fost grupată între Pederobba și Grave di Papadopoli, cu Armatele a 8-a și a 10-a și la dreapta Armatei a 12-a, care avea un total de 3 570 de tunuri, inclusiv 1 300 de calibru mediu și mare în zona Montello, și aproximativ 600 de mortiere; la vest de Nervesa se găseau niște tunuri de 381 mm, care erau prevăzute a fi folosite împotriva postului de comandă austriac de la Vittorio Veneto. În total erau disponibile 7 750 de tunuri, din care 250 britanice și 200 franceze; alte surse raportează cifre mai mari, până la aproape 10 000 de tunuri.
Înaltul comandament italian era astfel în măsură să concentreze în zona râului Piave, între Vidor și Grave di Papadopoli, o mare forță ofensivă, capabilă să realizeze obiectivele strategice așteptate, și mult superioare forțelor austro-ungare din sector. Armatele a 8-a, a 10-a și a 12-a grupate grupau de fapt peste douăzeci de divizii și 4 100 de tunuri și mortiere, în timp ce Armata a 6-a austriacă ce apăra râul avea doar nouă divizii și 835 de tunuri. Situația era foarte diferită în sectorul muntelui Grappa, unde generalul Giardino desfășura unsprezece divizii și 1 385 tunuri împotriva celor unsprezece divizii și 1 460 de tunuri ale „Grupului Belluno” austriac, și în aceste condiții atacul Armatei a 4-a pe terenul accidentat împotriva forțelor numeroase și tenace a fost foarte dificil; generalul Giardino a deplâns în mod repetat sacrificiul cerut de la soldații săi, obligați la un atac frontal.
În ajunul ofensivei finale, condițiile armatei italiene păreau bune, moralul trupelor era ridicat și era larg răspândită încrederea în victorie. Situația materială era satisfăcătoare, și soldații aveau în sfârșit provizii și echipamente abundente și de calitate excelentă. Din punct de vedere tactic, instrucția fusese îmbunătățită, iar unitățile începuseră de câteva luni exerciții pentru a dezvolta tactici de război în mișcare; potrivit generalului Caviglia, deosebit de eficiente au fost unitățile de asalt; s-a acordat mare grijă și unităților de geniu, esențiale pentru a efectua cu succes dificila traversare a Piavelui.

### Armata cezaro-crăiască

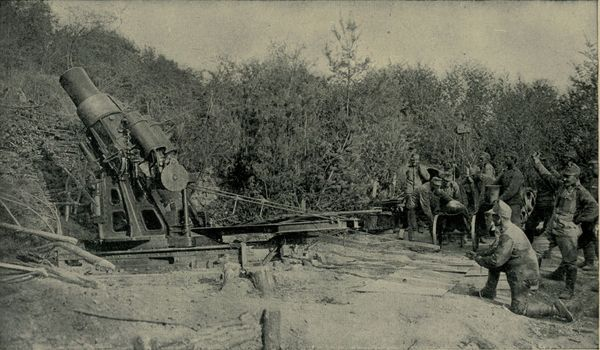
Un austro-ungar

Armata austro-ungară desfășurată pe frontul italian era subminată de neîncredere, de lipsuri materiale și discordie naționalistă, dar rămăsese un complex de forțe numeros, tenace și bine așezat; împărțit în două grupuri, al Tirolului și al Piavelui, alinia patru armate plus așa-numitul „Grup Belluno”.
„Grupul de armate al Tirolului” era comandat de către arhiducele Joseph, după demiterea generalului Conrad, și desfășura de la Pasul Stelvio la râul Astico⁠(d) Armata a 10-a a generalului Alexander von Krobatin, cu patru corpuri de armată, diferite forțe de rezervă și 1 230 de tunuri, în timp ce Armata a 11-a a generalului Viktor Graf von Scheuchenstuel⁠(d) avea, de la râul Astico la râul Brenta, trei corpuri de armată, trei divizii de rezervă, și 1.120 de tunuri; grupul de armate ținea și în linia a doua Divizia a 3-a de munte Edelweiss și Divizia a 74-a infanterie. Așa-numitul „Grup de armate Borojević” era condus de capabilul și expertul general Svetozar Borojević și apăra sectorul de front austro-ungar dintre malul stâng al râului Brenta și mare, acoperind întreaga linie a Piavelui. „Grupul Belluno” al generalului Ferdinand von Goglia era desfășurat de la Brenta la Fener⁠(d) cu trei corpuri de armată și 1 460 de tunuri, și dispunea și de o rezervă constituită din alte trei divizii; Armata a 6-a a generalului Alois, Prince of Schönburg-Hartenstein⁠(d) era desfășurată în sectorul cel mai critic din partea de est a Fenerului la Grave di Papadopoli, cu două corpuri de armată, trei divizii de rezervă, și 835 de tunuri. În cele din urmă din Grave di Papadopoli până la mare, frontul era atribuit Armatei a 5-a (numită și Isonzoarmee), care se afla sub comanda generalului Wenzel von Wurm, și avea cinci corpuri, două divizii de rezervă, și 1 500 de tunuri; generalul Borojević mai dispunea și de Divizia a 44-a Schützen.
Ansamblul de forțe se ridica la 50 de divizii de infanterie și șase divizii de cavalerie cu 609 batalioane de infanterie, 20 de batalioane Standschützen⁠(d) sau Kaiserjäger⁠(d), și 62 de regimente de cavalerie descălecată, și 56 de escadrile călare; în total, erau disponibile aproximativ 6 800 de tunuri. În spatele liniei defensive principale, înaltul comandament austro-ungar a organizat două poziții defensive de urgență: Kaiserstellung pe râul Monticano și Königstellung pe râul Livenza; în plus, zona Masivului Grappa era puternic întărită și aglomerată.
Starea armatei austro-ungare la începutul lunii octombrie devenea pe zi ce trece mai critică. Din cauza lipsei de materiale și consumabile, soldații erau prost hrăniți și slab dotați; exista încă un oarecare spirit de camaraderie în cadrul unităților, dar soldații erau supuși unei mari tensiuni și dădeau semne de demoralizare și epuizare. Mai presus de toate, slăbea coeziunea între diferitele naționalități prezente în armata cezaro-crăiască, unitățile maghiare cerând insistent să fie repatriate. Comandamentul austro-ungar era conștient de iminența ofensivei generale italiene, atât pe râul Piave cât și pe Grappa: în rândul ofițerilor prevala anxietatea și îngrijorarea, „numai un miracol putea salva situația”.

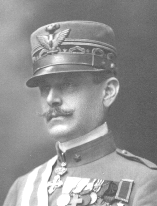
Generalul Gaetano Giardino, comandantul Armatei a 4-a

Fritz Weber⁠(d), la acel moment locotenent de artilerie la Eraclea, scria despre luna octombrie 1918:
„Construcțiile erau mizere: case de lemn pline de nisip umed. Nu aveam nici cimeni, nici fier, și chiar și cheresteaua solidă era ceva rar. Din parapeți cădeau bucăți. [...] Disciplina? Se dusese demult. Cine mai credea în puterea superiorilor, dacă această putere nu era în stare să găsească puțină carne pentru soldații înfometați? Fiecare își ducea de unul singur lupta sa cu foamea și oboseala. Ce îi mai ținea uniți pe acești oameni? Sentimentul de loialitate, de camaraderie și de frică. Frica de a nu rămâne singuri și de a muri izolați, frica de marea câmpie plină de jandarmi în mijlocul căreia, fără cartela de rație, erau pierduți ca într-un pustiu.”—Fritz Weber, Das Ende einer Armee, pp. 287-290.
Format:Note strette

## Lupta

### 24 octombrie
Ordinea operațiilor transmisă definitivă tuturor armatelor italiene la data de 22 octombrie hotăra ca Armata a 4-a a generalului Giardino să lanseze atacul în sectorul Grappa, începând cu foc de artilerie la orele 03:00 în 24 octombrie, cu două ore înaintea restului forțelor. Sarcina Armatei a 4-a părea dificilă: cu o zi înainte, generalul Giardino a subliniat din nou Comandamentului Suprem deficiențele din sistemul său de artilerie, și robustețea desfășurării inamice; moralul soldaților săi era bun, dar austro-ungarii erau gata și se așteptau la atac.
În timp ce în primele ore din 24 octombrie, Armata a 6-a începea un tirul de artilerie efectua unele atacuri diversioniste, la orele 05:00 artileria Armatei a 4-a a început, după tirul de pregătire de la orele 03:00, tir în masă asupra liniilor defensive, deși împiedicat în parte de condițiile meteorologice nefavorabile, cu ceață și ploaie. La 07:15 au trecut la atac unitățile Corpului  de armată al IX-lea al generalului Emilio De Bono⁠(d), chiar dacă la orele 03:30 tunurile austriece efectuaseră un periculos tir de contrapregătire. Diviziile 17 și 18 aveau sarcina dificilă de a ataca și cuceri Monte Asolone și de a obține un prim succes: în special, brigada Bari a ocupat câteva poziții, dar, din cauza tirului de anfiladă al tunurilor, a focurilor de mitralieră și a eficacelor contraatacuri austro-ungare ale corpului de armată XXVI concentrate în solidele fortificații săpate în munți, italienii a trebuit să se retragă în cursul zilei, și să renunțe la pozițiile care trebuiau atinse. Diviziile 40, 9 și 99 austro-ungare s-au apărat cu succes, iar comandamentul corpului XXVI a cerut intervenția departamentelelor de rezervă ale Diviziei 28.

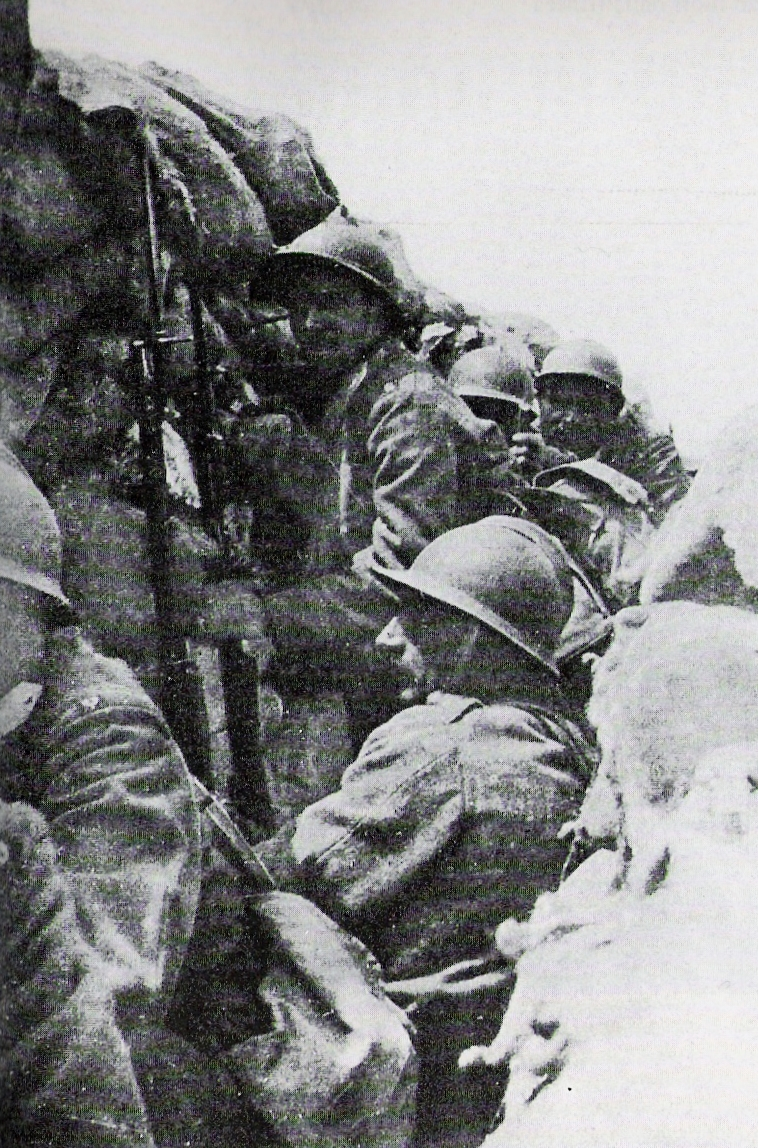
Infanteria italiană în tranșee gata de atac

Anterior, la 06:00, începuse un atac al corpului de armată IV al generalului Stefano Lombardi împotriva muntelui Pertica și muntelui Prassolan; Divizia 15 a introdus în acțiune brigăzile Pesaro și Cremona dar aceste atacuri nu au atins obiectivele. Două tentative ale brigadei Pesaro de a ocupe muntele Pertica au fost respinse la orele 14:00, cu contraatacuri austro-ungare ale Corpului de armată I după ce unele unități ajunseseră pe vârf, în timp ce brigada Cremona a înaintat inițial grație acțiunii unităților de arditi către muntele Prassolan, dar avangarda italiană au rămas izolată de focul artileriei inamice, contraatacată și respinsă: brigada Cremona a pierdut aproape 1 000 de oameni.
Al treilea atac al Armatei a 4-a a fost lansat de către Corpul de armată XXX  al generalului Carlo Montanari cu unități din Diviziile 47, 80 și 50 împotriva Munților Solaroli, Muntelui Spinoncia și Muntelui Valderòa. Brigada Bologna ocupat unele culmi după ciocniri violente, în timp ce brigada Lombardia a atacat impenetrabilii Munți Solaroli fără prea mult succes; realizările cele mai mari au venit de la brigada Aosta care, după ce a înaintat pe întuneric, la poalele Muntelui Valderòa, a reușit la a doua încercare, la ora 12:30 să cucerească muntele, dar austro-ungarii s-au retras ordonat pe poziții pe Muntele Fontanel; apoi au respins atacurile de brigăzii Udine împotriva Muntelui Spinoncia. În fine, pe dreapta Armatei a 4-a, Diviziile 24 și 74 ale corpului de armată I al generalului Donato Etna⁠(d), aparținând Armatei a 12-a a generalului francez Graziani, a trimis către Alano di Piave brigăzile Re și Trapani, care au fost și ele în curând contraatacate și respinse de Divizia 50 austriacă și de Divizia 20 maghiară a Corpului de armată XV.
La ora 15.00, generalul Giardino a trebuit să suspende atacurile, conștient acum că „atacul general eșuase” și confruntat cu o sângeroasă luptă de uzură; armata sa pierduse deja peste 3 000 de oameni. Grupul austro-ungar „Belluno” și-a dovedit încă o dată tenacitatea și priceperea în apărare, chiar dacă cele două regimente maghiare au refuzat să ocupe linia de pe platouri. La orele 18:30 Comandamentul Suprem a comunicat generalului Giardino că, în ciuda dificultăților, ofensiva de pe Grappa trebuie să continue: de fapt, din cauza condițiilor în care se prezenta râul Piave, umflat de ploile abundente, traversarea și atacul principal au fost amânate, și Armata a 4-a urma să își continue costisitoarele atacuri care să atragă atenția și resursele inamicului.

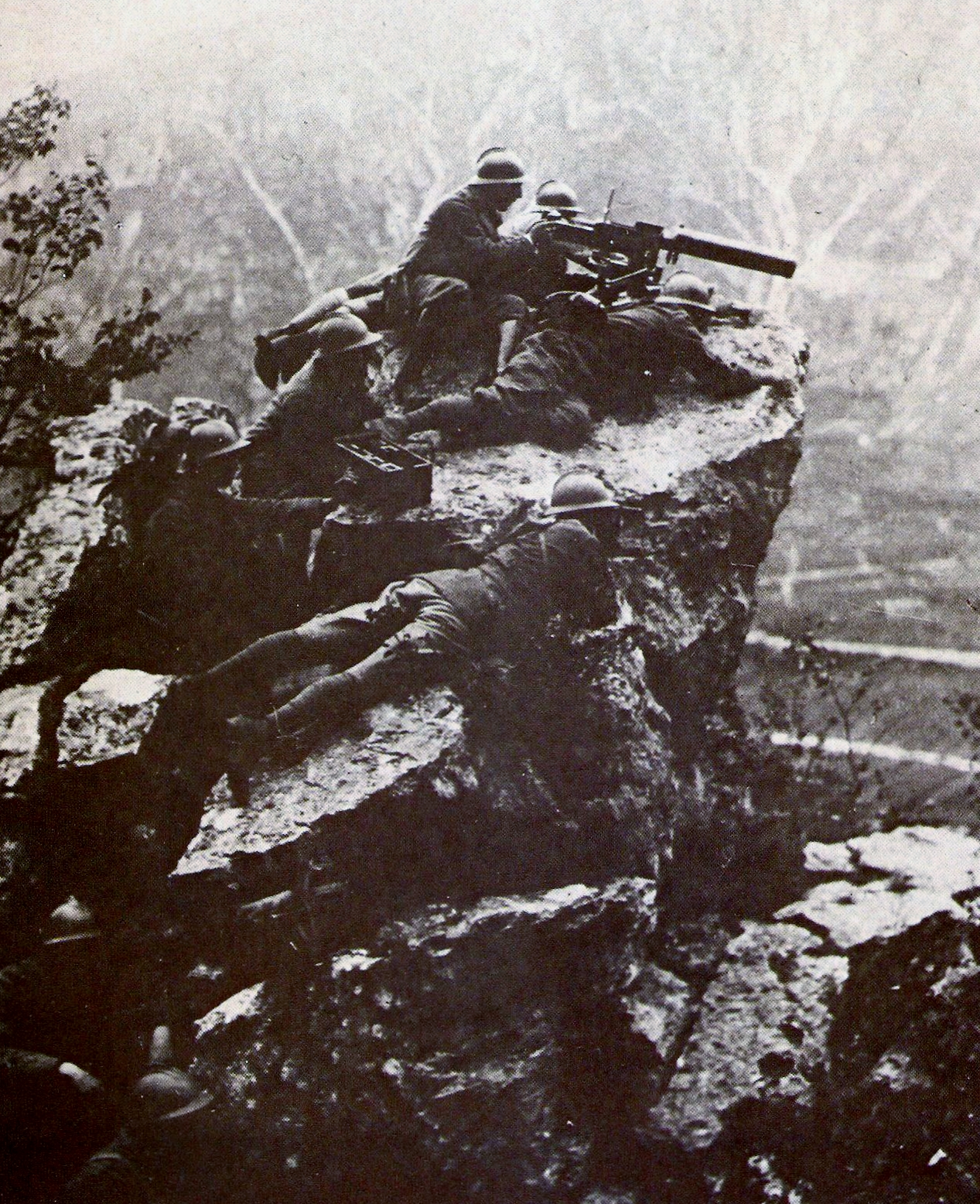
Mitraliori italieni pe Muntele Grappa

Planul inițial al Comandamentului Suprem prevedea că, la căderea serii zilei de 24 octombrie, Armatele a 8-a, a 10-a și a 12-a va trebui să înceapă traversarea în forță a râului Piave și construcția a numeroase poduri, dar din 20 octombrie, râul era pe jumătate plin și ploaia continua. În cursul zilei, apele înca creșteau și viteza curentului făcea imposibilă trecerea avangardelor și construcția de poduri; operațiunile a trebuit să fie suspendat temporar, până la o îmbunătățire a condițiilor hidrografice. O manevră efectuată la inițiativa generalului britanic Cavan, comandantul Armatei a 10-a, a adus, în schimb, un succes important: după ce a obținut acordul înaltului comandament italian, generalul a hotărât să ocupe imediat insulele Grave di Papadopoli, și Maggioare situate pe cursul mijlociu al Piavelui. Trei companii de geniu italiene au reușit să transporte două batalioane de britanice ale corpului de armată 14 al generalului Babington pe insula Grave di Papadopoli; britanicii au ocupat o parte a insulei și au fost amenajate patru poduri de legătură cu malul drept. S-a încheiat însă cu un eșec atacul brigadei Foggia spre insula Maggiore: după ce au ajuns la o mică insulă din apropiere, soldații au stat toată ziua sub focul inamic și în noaptea următoare a trebuit să se retragă.

### 25 octombrie
Conform ordinelor primite, generalul Giardino a reluat atacurile asupra masivului Grappa: în ziua de 25 octombrie, caracterizată de un cer senin dimineața și de ceață după-amiaza, cele trei corpuri ale Armatei a 4-a a trebuit să-și concentreze atacurile pe cucerirea celor mai importante obiective, constând în Asolone, Col della Berretta, Pertica și Solaroli. Corpul IX a atacat la 08:30 după treizeci de minute de foc violent de pregătire; Divizia 18 a lansat un atac în patru coloane împotriva muntelui Asolone și împotriva Col della Berretta și a doua coloană, condusă de a 9-a unitate de asalt, a reușit să depășească apărarea inamicului, și a cucerit unele dintre culmi șia înaintat spre Col della Berretta care a fost atins în cele din urmă de către unitățile de arditi și grupuri din Regimentul 139 infanterie. La ora 09:00, cu toate acestea, soldații Diviziei a 4-a austro-ungară, aparținând corpului XXVI din „Grupul Belluno”, au contraatacat, în timp ce italienii ajunși pe culmi au fost izolați de focul de baraj. La orele 11:00, în sfârșit, arditi au renunțat la pozițiile lor de pe Col della Berretta și unitățile din coloana a treia, ajunse pe Asolone, s-au retras și ele, după ce au suferit pierderi grele. Corpul VI a reușit totuși să ocupe Muntele Pertica: după ce a început atacul la orele 09:00, brigada Pesaro, întărită de unitatea 18 de asalt, a ajuns în partea de sus și, chiar dacă a fost violent contraatacată de unități din Divizia 48 infanterie austro-ungară, a reușit să mențină controlul asupra muntelui. Au fost complet respinse atacurile brigadei Cremona; corpul VI a pierdut peste 1 500 de soldați în această zi de luptă.
Corpul XXX a atacat de dimineață cu Divizia 47 care nu a obținut niciun rezultat, și a fost oprită de intervenția rezervelor Diviziei 13 Schützen; după-amiaza, pe ceață, Munții Solaroli au fost din nou atacați de brigada Lombardia și de gruparea generalului Roberto Bencivenga⁠(d), cu brigada din Aosta și șase batalioane de Alpini⁠(d). Artileria austriacă a efectuat un eficient și puternic tir de contrapregătire și Divizia a 17-a, desfășurată pe munți, a respins toate atacurile care au continuat până seara; italienii au suferit alte 1 300 de pierderi. În ciuda creșterii pierderilor, a lipsei de rezultate și a forței suprinzătoare a artileriei austro-ungare, generalul Giardinoa comunicat la orele 16:00 că și în ziua de 26 octombrie, Armata a 4-a va continua obositoarele atacuri; el intenționa să-și intensifice focul de artilerie și conta că va putea să țină inamicul ocupat, pentru a-i atrage și rezervele în sectorul Grappa. Din informațiile adunate de la prizonieri, se părea că austriecii erau slăbiți și cu moralul scăzut, iar Giardino încă mai spera ca acestea să-și spună cuvântul.
Între timp, tot pe 25 octombrie, din cauza creșterii apelor Piavelui, armatele italiene destinate a traversa râul și a lansa atacul decisiv au fost nevoite să rămână în continuare inactive în speranța că nivelul apei va scădea; tensiunea îngrijorarea se răspândeau printre soldați și înaltul comandament. În noaptea de 26 octombrie, cu toate acestea, o veste bună a sosit din insula Grave di Papadopoli, unde Armata a 10-a britanică a copleșit batalionul austriac prezent acolo, și a ocupat ferm întreaga insulă; pe noi pasarele construite peste Piave s-au transportat pe insulă alte unități, britanice și italiene.

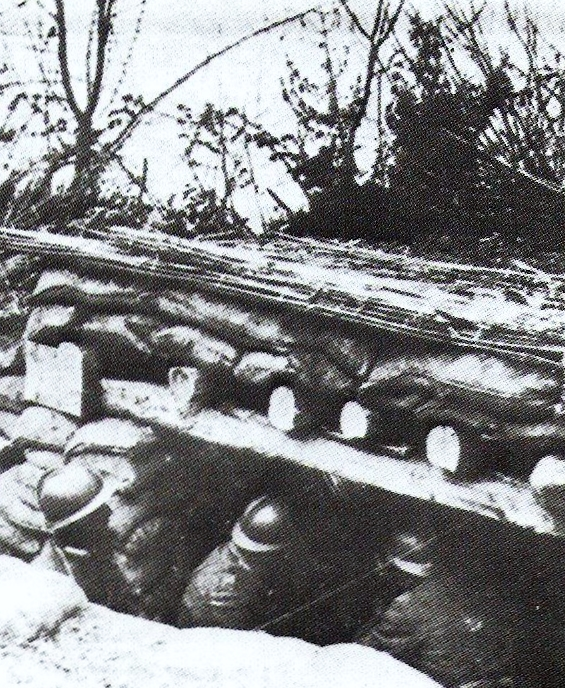
Posturile italiene de pe Piave

Și a doua zi de luptă s-a încheiat cu rezultate modeste pentru italieni: a fost cucerite pozițiile Muntele Pertica și Mintele Valderòa și armata austro-ungară a fost greu solicitată, obligându-l pe generalul von Goglia, comandantul „Grupului Belluno”, să ceară întăriri pentru a consolida apărarea, dar, pe ansamblu, înaltul comandament al armatei cezaro-crăiești putea evalua cu satisfacție mersul luptei. Trupele au opus o rezistență tenace, moralul unităților părea să fie mai robust, și chiar celelalte armate încă neatacate se așteptau să poată să reziste.

### 26 octombrie

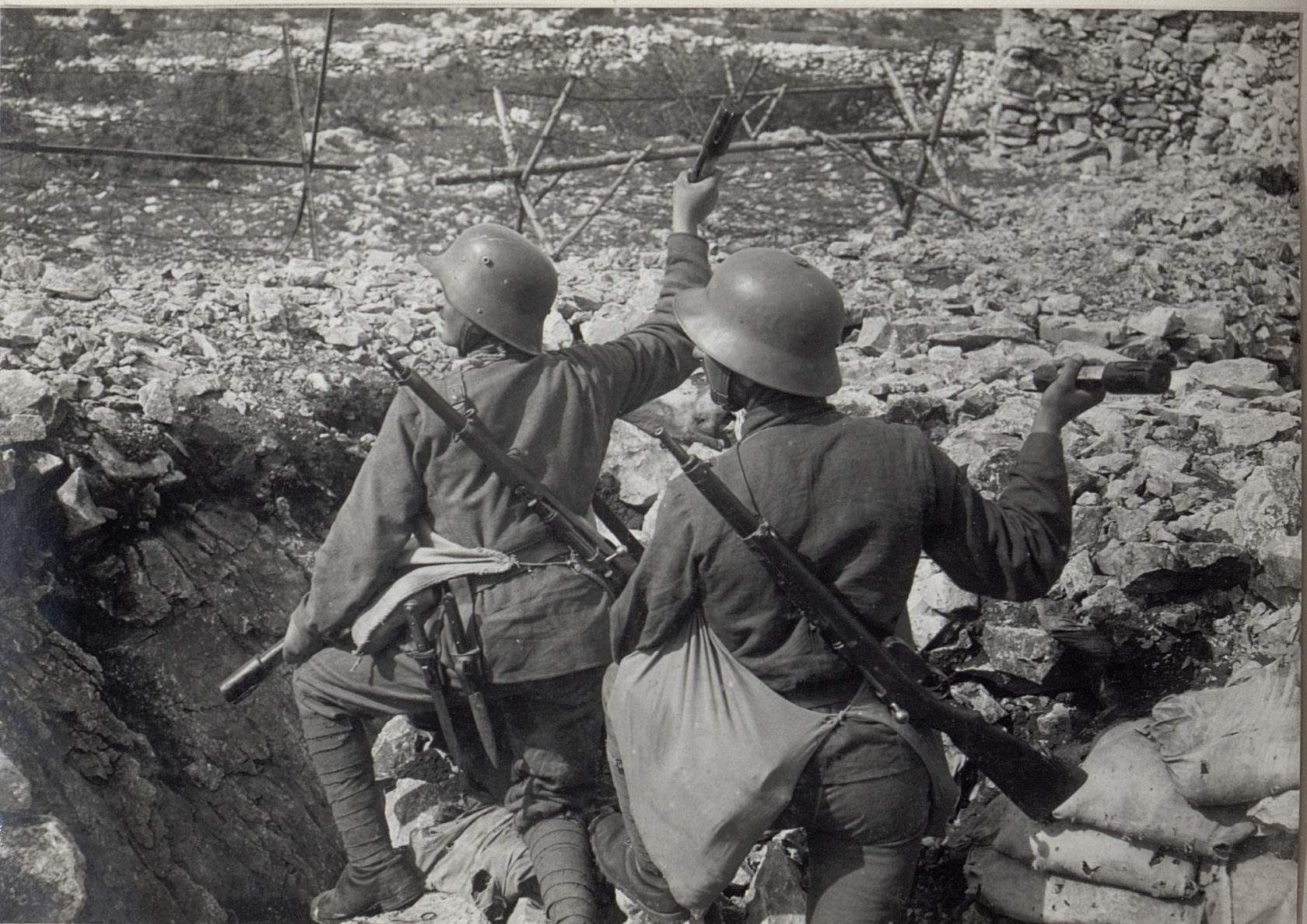
Trupele de asalt austro-ungare

În dimineața zilei de 26 octombrie, Armata a 4-a a masat alte unități și și-a reluat pentru a treia zi consecutivă atacurile împotriva fortificațiilor inamice din Masivul Grappa, au avut loc noi ciocniri violente și feroce, fără ca italienii să-și atingă obiectivele decisive. Atacurile repetate ale corpului de armată IX au fost toate respinse în ciuda intervențiilor artileriei în încercarea de a distruge rețelele și posturile austro-ungare; la orele 13, s-a încheiat cu un eșec un atac al Diviziei 17 infanterie. Noul atac către Muntele Asolone a fost lansat de către proaspetele brigăzi Forli și Siena din Divizia a 21-a, dar între timp și apărarea fusese întărită cu o intervenție a Diviziei a 28-a austro-ungare, de unități din Divizia a 60-a și din Divizia Edelweiss: unitățile de asalt italiene au reușit să ajungă pe vârful muntelui și să continue de-a lungul crestei, dar, încă o dată, artileria austro-ungară a lovit cu precizie avangarda italiană, izolând-o de la spate; apoi contraatacul a fost un succes, iar atacatorii au recâștigat pozițiile pierdute. La ora 16:00, generalul De Bono a făcut o ultimă încercare, precedată de un tir de artilerie cu toate piesele disponibile, dar într-o oră, acest atac a fost respins, mai ales de focul tunurilor austriece.
Nu a reușit nici atacurile dezlănțuite de corpul de armată VI, pentru a încerca să extindă ocuparea Muntelui Pertica spre Col della Martina și Osteria del Forcelletto; în timpul zilei, unitățile Diviziei 22 au suferit pierderi grele sub focul artileriei inamice și nu au ajuns la nici un rezultat împotriva rezistenței încăpățânate a Diviziei 48 austriece, susținută de unități din Divizia 42. După ce a cucerit, pe 25 octombrie, Muntele Valderòa, Corpul XXX intenționa să atace și să ocupe cu brigada Bologna, Col del Cuc, Solaroli și Muntele Spinoncia, în timp ce grupul generalului Bencivenga trebuia să atace Muntele Fontanel: inițial, aceste departamente au obținut rezultate încurajatoare, și brigada Bologna a cucerit Col del Cuc, dar trupele austro-ungare s-au opus din nou o aprigă rezistență susținută de focul de artilerie, producând atacatorilor pierderi grele. Atacul de pe Solaroli a început la orele 15:00, iar luptele au ținut până la ora 19:00; unele divizii de alpini și arditi au cucerit temporar unele poziții, dar, pe ansamblu, apărătorii au păstrat posesia asupra tuturor culmilor dominante. Ciocniri violente au avut loc de-a lungul întregului versant, cu atacuri și contra-atacuri, ambele părți dând dovadă de curaj și tenacitate, soldații din brigăzile Lombardia și Aosta și mai multe batalioane de alpini au reluat sângeroasele atacuri suferind pierderi mari, fără a putea cuceri munții în fața ferocei apărări austro-ungare.
La sfârșitul luptelor din 26 octombrie, generalul Giardino a trebuit să recunoască că trei zile de lupte sângeroase nu i-au adus niciun rezultat tactic decisiv; trupele erau obosite și epuizate după repetate atacuri frontale cu pierderi grele, nu mai erau disponibile forțe noi, în timp ce trupele austro-ungare au dat dovadă de o coeziune surprinzătoare și de un puternic spirit de luptă. Generalul Giardino a solicitat comandamentului suprem să oprească atacurile asupra masivului Grappa și să folosească ziua de 27 octombrie pentru a odihni trupele și a reorganiza armata; generalul Diaz a mers după-amiaza la postul de comandă al Armatei a 4-a, iar de la ora 18:00 a autorizat o întrerupere a ofensivei, ordonând consolidarea pozițiilor în anticiparea evoluției operațiunilor de pe linia Piave.
În acest sector de front, cotele râului au început în sfârșit să scadă pe seară, și atunci generalul Caviglia a dat ordin să se înceapă încă de noaptea operațiunile de debarcare și de construcție de poduri pentru a efectua traversarea Piavelui; Diaz a fost informat de această decizie și s-a dus la fața locului unde și-a dat consimțământul deplin și dând dovadă de optimism și încredere. Între timp, trupele italo-britanice care ocupaseră în zilele anterioare insula Grave di Papadopoli au reușit pe 26 octombrie să-și consolideze pozițiile și au respins unele contraatacuri; a fost apoi posibilă amenajarea de pe insulă, sub acoperirea ceții de seară, a podurilor către malul stâng al Piavelui. La orele 21:00, între Pederobba și Grave di Papadopoli au început operațiunile de transport al unităților de asalt de-a lungul râului, care  continua să curgă turbulent: inițial nu a fost nicio reacție din partea apărătorilor, având în vedere că austro-ungarii își organizaseră linia de rezistență cu doi kilometri mai în spate, dar apele umflate ale Piavelui au continuat să împiedice manevrele atacatorilor.
Comandamentul austro-ungar a continuat să evalueze situația cu optimism: în sectorul Grappa, Armata a 4-a italiană suferise peste 15.000 de pierderi în trei zile și „Grupul Belluno”, deși și-a mobilizat toate rezervele, nu a avut nevoie de ajutor de la alte sectoare pentru a se respinge atacurile. General Wurm, comandantul Armatei a 5-a credea și el că atacul de pe insula Grave di Papadopoli a fost doar o diversiune de importanță minoră. În cursul zilei însă, comandamentul Armatei a 6-a a remarcat primele semne ale unui atac în sectorul râului Piave, și tot atunci s-a semnalat și prezența temutelor trupe britanice pe insulă. În timp ce trupele austro-ungare din prima linie luptau cu mare tenacitate, continua lenta dezintegrare a unor părți din armată: arhiducele Joseph avertiza de la Bolzano că se răspândeau revoltele în rândul unităților maghiare, și considera esențială încheierea unui armistițiu și repatrierea imediată a diviziilor maghiare pentru a evita defecțiunile. Arhiducele a plecat la Viena să-și susțină ideile, și a lăsat comanda „Grupului de armate al Tirolului” în mâinile generalului Krobatin; în ciuda protestelor generalilor Borojević și Arz von Straussenburg, consiliul de miniștri de la Budapesta a hotărât repatrierea unităților maghiare.

### 27 octombrie

#### Contraatacurile austro-ungare pe Grappa
Trupele austro-ungare din sectorul Masivului Grappa erau încă în deplină eficiență, și comandamentul „Grupului Belluno” a horărât, după trei zile de apărare grea, dar eficientă, să contraatace pentru a recâștiga pozițiile pierdute. La orele 05:00, pe o vreme închisă și ploioasă, tunurile austriece au deschis focul în direcția de Muntelui Pertica, ocupat de resturile epuizatei brigăzi Pesaro: gruparea generalului Ferdinand Kosak⁠(d), constituită din elemente ale Diviziilor 48 și 55, inclusiv faimosul Regiment al 7-lea carintian, a atacat la orele 07:00 și a reușit să înainteze și să recucerească muntele, chiar dacă tirul artileriei italiene a împiedicat consolidarea imediată a poziției. Italienii au contraatacat și până la ora 12:00 au continuat lupte cu rezultate diverse și violente bombardamente de artilerie; austriecii au lansat cel puțin opt atacuri, dar în cele din urmă, la al cincilea atac, Regimentul 41 italian a recucerit Muntele Pertica și unitățile brigăzilor Firenze și Roma au ajuns acolo ca întăriri.
Cu succes s-a încheiat și atacul-surpriză împotriva Muntelui Valderòa lansat la orele 03:00 ore de două regimente din Diviziile 17 și 55 austro-ungare: după tirul artileriei început la orele 01:45 și cu ajutorul întunericului și ceții, infanteria austriacă și bosniacă a depășit rezistența slabelor unități din brigada Aosta și batalionul alpin Pieve di Cadore, și a ajuns pe vârful muntelui. Amenințate de un atac din flanc, trupele italiene au fost nevoite să-și abandoneze pozițiile și s-au stabilit pe versantul de est; o serie de contraatacuri tardive și improvizate au fost respinse, și o mare parte din Muntele Valderòa a revenit în posesia austro-ungarilor.
Generalul Giardino era foarte îngrijorat; veștile din sectorul râului Piave erau limitate, iar francezii din zona Armatei a 12-a raportau că au reușit să insaleze un singur pod. Comandantul Armatei a 4-a a mers pe linia frontului pentru a-și încuraja subordonații să reziste cu orice preț pe pozițiile atinse fără a se baza pe întăriri. La orele 13:45 aparent fără a lua în considerare situația dificilă, Comandamentul Suprem a ordonat reluarea atacurilor pe Grappa și în ziua de 28 octombrie, dar generalul Giardino a protestat și a reușit să-l convingă pe generalul Diaz să amâne ofensiva pentru 29 octombrie. Generalul Giardino era conștient că pe Grappa înaintarea ar fi fost lentă și sângeroasă; inamicul era încă tenace și combativ, disciplinat, cu moralul ridicat, nu erau vești de răzvrătiri sau dezertări în rândul unităților din prima linie a „Grupului Belluno”.

#### Traversarea râului Piave
Operațiunile de trecere a Piavelui, inițiate de cu noapte, și împiedicate de vreme și cursul vijelios al râului, au fost foarte dificile și nu au realizat obiectivele ambițioase stabilite. Armata a 12-a a generalului Graziani a reușit cu mare dificultate să instaleze la est de Pederobba  un pod care a fost însă identificat reperat imediat de către austro-ungari și bombardat de artilerie. La orele 03:00, a trecut râul un regiment francez și două batalioane alpine, dar la 06:00 podul a fost lovit de tunuri din nou și pe la orele 09:00, aproape demolat, a devenit inutilizabil. Prin urmare, unitățile italio-franceze trecute pe malul stâng, care ar fi trebuit să avanseze spre Valdobbiadene, au fost contraatacate și au rămas blocate în micul cap de pod.

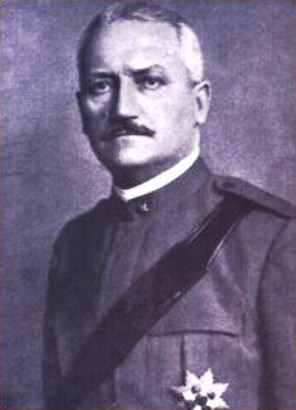
Generalul, comandant al Armatei a 8-a

Armata a 8-a a generalului Enrico Caviglia, responsabilă de efectuarea atacului decisiv, planificase o operațiune complexă de trecere a râului, care prevedea instalarea a opt poduri între Vidor și Nervesa și a altor unsprezece pasarele între Onigo⁠(d) și Ponte della Priula⁠(d). Pe 27 octombrie, evenimentele au avut o desfășurare dramatică, cu câteva succese și cu numeroase eșecuri, ceea ce părea să pună în pericol rezultatul general al operațiunii. Din cauza curentului și a tirului inamic, nu s-a putut instala primul pod la Vidor și cele trei pasarele a trebuit să fie întrerupte după grele pierderi suferite de către unitățile de geniu. Pe ploaie și sub tirul masiv al tunurilor austro-ungare, în schimb, a reușit construirea podului de la Fontana del Buoro, pe Montello. În prezența generalului Caviglia, unițățile de arditi au ajuns suprinzător pe malul stâng la bordul unor ambarcațiuni; pe podul construit imediat au trecut o divizie de asalt, brigăzile Cuneo și Mantova, un regiment din brigada Messina și un grup de artilerie de munte. Trecerea s-a făcut în întunericul nopții la orele 01:30 și pe o vreme din ce în ce mai rea și, în curând, situația a devenit dificilă: unitățile din capul de pod erau supuse unui foc intens al artileriei austro-ungare, care încerca să distrugă podul, în timp ce lumina reflectoarelor releva pozițiile italiene.
Tot cu un eșec s-a încheiat și construcția planificată a celui de al treilea pod la est de al doilea, în timp ce al patrulea pod, instalat aproape de miezul nopții, cu mare dificultate, de către o companie de geniu, a permis inițial trecerea unor elemente din brigăzile Pisa și Piemont, dar la ora 09:30 a fost distrus de tunurile austro-ungare. Dezastruoasă a fost și încercarea de a instala al cincilea pod la Falzè⁠(d): din cauza rezistenței înverșunate a apărătorilor și a violentului foc al artileriei inamice, bărcile unițăților de asalt s-au scufundat și peste 200 de arditi s-au înecat. În sfârșit, au eșuat și trecerile peste al șaptea pod la Nervesa, împiedicate de curentul puternic și de configurația malului; podul a fost distrus în timp ce era încă în construcție, izolând 150 de arditi care au fost decimați și a trebuit să se întoarcă pe malul drept. Nu a reușit nici tentativa de a instala al optulea pod mai în aval.
Pe podurile al doilea și al patrulea au reușit apoi să se stabilească pe malul stâng, în primul rând unitățile corpului XX al generalului Giuseppe Vaccari⁠(d); în interiorul capului de pod, erau elemente din brigăzile Pisa, Piemont, Mantova pe lângă Divizia 1 de asalt și unele regimente din brigăzile Cuneo și Messina. Cartierul general al corpului XX a preluat comanda operațiunilor din stânga Piavelui, încercând să mențină legături cu corpurile de armată XXVII și VIII rămase pe malul drept. Profitând de surpriză și de cedarea Diviziei a 11-a maghiare desfășurate în sector, italienii au reușit să-și consolideze pozițiile și să-și extindă în primele ore ale dimineții capul de pod mutând trei divizii de asalt, care au ajuns și au cucerit „linia satelor”, Mosnigo, Moriago și Sernaglia. Arditi au continuat să avanseze în direcția de Pieve di Soligo, House of Collalto⁠(d) și Falzè, dar au fost contraatacați de unitățile austro-ungare de rezervă la ora 14:00 și a trebuit să renunțe, iar noaptea au reintrat în Sernaglia luând 3 200 de prizonieri. La sfârșitul zilei, capul de pod al corpului de armată XX era acum întărit semnificativ: aproximativ 29 de batalioane erau deja pe malul stâng, sprijinite de o puternică artilerie situată pe Montello.
De la orele 12:30 din 27 octombrie, a început operațiunea de trecere a râului Piave parte din Armata a 10-a a britanicului Cavan; precedate de focul artileriei italiene și de intervenția tunurilor bateriilor britanice, corpul de armată XIV al generalului Babington, și corpul  XI al generalului italian Paolini au reușit să treacă, pornind din satul Salettuol⁠(d) de pe malul drept, mai întâi pe insula Grave di Papadopoli cucerită deja anterior, și apoi de acolo pe malul stâng. În ciuda curentului violent și a problemelor tehnice, trupele anglo-italiene au reușit cu ușurință să pună piciorul dincolo de Piave, rezistența inamicului fiind inițial slabă. Curând după aceea, a început atacul împotriva liniei principale: Divizia a 7-a britanică a pornit în direcția Borgo Malanotte împotriva unei divizii austro-ungare, în timp ce la sud brigada Foggia și un regiment de bersaglieri au avansat cu dificultate, din cauza terenului mlăștinos și a rezistenței inamice, până la Roncadelle și Stabiuzzo⁠(d). Operațiunile s-au încheiat cu succes: a fost stabilit un puternic cap de pod, și s-au capturat mai multe mii de prizonieri și patruzeci de tunuri.
Evoluția favorabilă din Grave di Papadopoli l-a convins pe generalul Caviglia să-și schimbe planurile. În ciuda veștilor negative venite din majoritatea punctelor de trecere, comandantul Armatei a 8-a părea să fie ferm și hotărât să persevereze: de la orele 07:00 și-a asigurat posturile și a ordonat adoptarea planului de urgență deja pregătit anterior. Corpul XVIII al generalului Luigi Basso urma să traverseze râul la Grave di Papadopoli, folosind podurile de Armatei a 10-a și apoi să înainteze de-a lungul malului stâng spre Nervesa și spre podurile de la Priula, și să deblocheze situația, favorizând trecerea corpului VIII care era încă oprit la sud de râu. Generalul Caviglia trimisese deja ordine comandamentelor corpului XVIII și Armatei a 10-a.
Comandamentul Armatei a 6-a austriece atacată de-a lungul râului Piave nu părea prea îngrijorat de formarea celor două capete de pod inamice, iar în cursul zilei a continuat să evalueze favorabil situația; unele departamente, în principal maghiare, dădeau semne de slăbiciune, dar, pe ansamblu, armata rămânea eficientă și aștepta trei divizii de întărire pentru a contracara și elimina capuld e pod Sernaglia, în timp ce alte patru divizii, 10 și 24 infanterie, și 26 și 43 vânători, trebuia să atace forțele italo-britanice ale Armatei a 10-a. Generalul Borojević, șeful grupului de armate dislocate pe Piave, era tot mai îngrijorat de dezertările din rândul trupelor maghiare și slave, și a cerut utilizarea forței pentru a reprima răzvrătirile, dar încă mai credea că bătălia defensivă mai poate aduce un rezultat care să nu fie nefavorabil.
Între timp, la Viena, împăratul Carol a luat în cele din urmă hotărâri ireversibile: după ce și-a comunicat într-o scrisoare intențiile lui Wilhelm al II-lea, și în ciuda opoziției generalului Arz von Straussenburg, el a hotărât să ceară președintelui Wilson armistițiul imediat și pacea separată. O notă adresată președintelui american a fost transmisă prin guvernul suedez: Austro-Ungaria recunoștea dreptul la independență cehoslovacilor și iugoslavilor, rupea alianța cu Germania și cerea sfârșitul luptelor pe toate fronturile.

### 28 octombrie
În sectorul masivului Grappa, austro-ungarii au mai lansat câteva atacuri: o tentativă către Col del Cuc a fost respinsă de tirul tunurilor italiene, în timp ce un atac în forță desfășurate de unitățile Diviziei 50 în zona Muntelui Valderòa care să elimine ce mai rămăsese din brigada Aosta și două batalioane alpine încă prezente pe versanții muntelui a fost oprită și comandamentul italian a avut posibilitatea să înlocuiască unitățile epuizate și să introducă alte unități de alpini. Generalul Giardino a primit la orele 16:30 confirmarea comandamentului suprem că pe 29 octombrie, Armata a 4-a va trebui să reia atacurile; inamicul nu părea să dea niciun semn de slăbiciune, dar comandantul armatei credea că ofensiva ar putea reuși datorită consolidării artileriei; atacul rămânea important și pentru a ține inamicul ocupat și a-l împiedica să se protejeze eficient contra acțiunii de pe Piave.

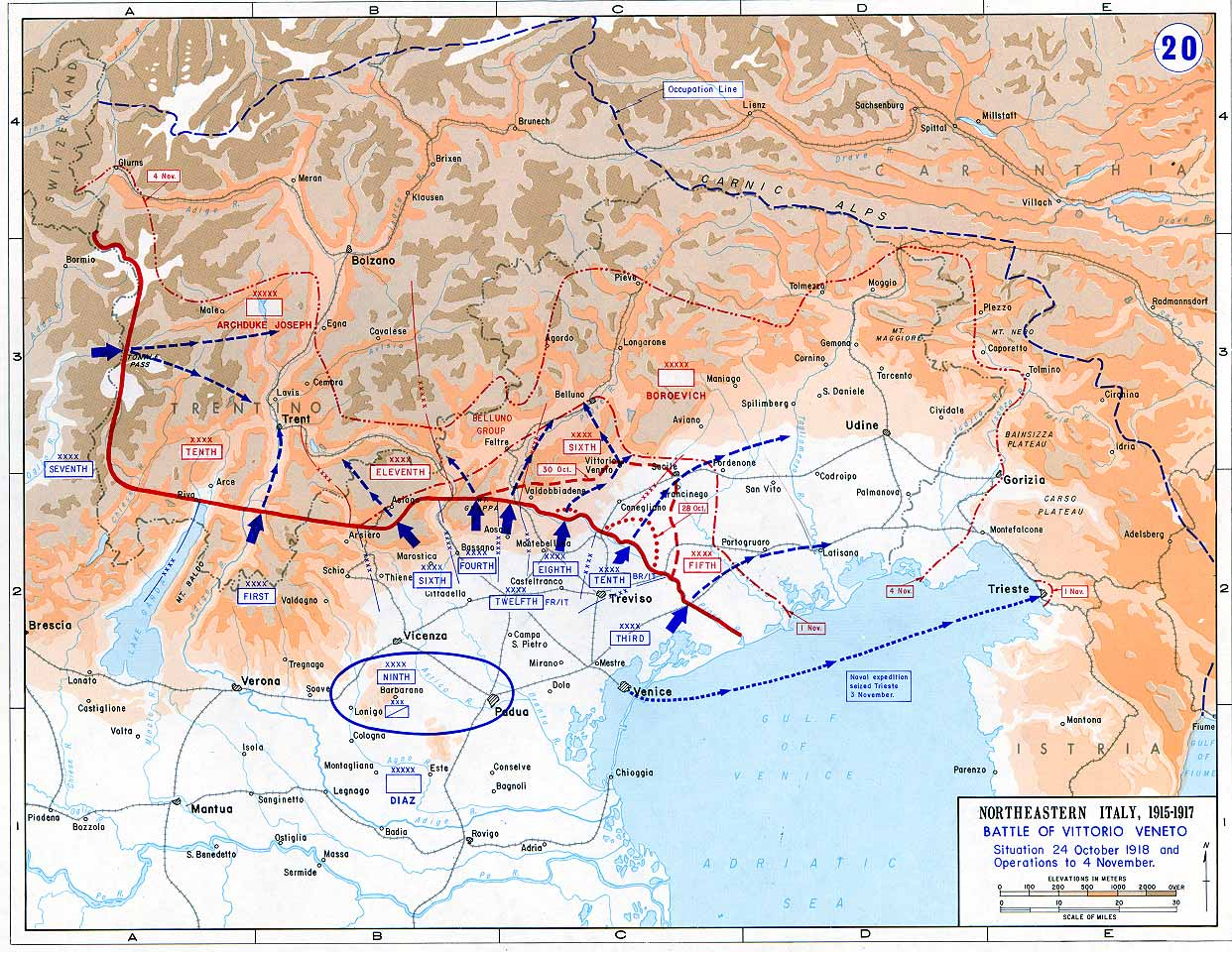
Harta operațiunilor

În capul de pod de la Pederobba al Armatei a 12-a a francezului Graziani, trupele de pe malul stâng rămăseseră izolate; înainte de ivirea zorilor, geniștii au construit un pod de bărci și au repus în funcțiune podul principal, astfel trecând râul un regiment francez și un batalion alpin. La ora 09:15 însă, tunurile austro-ungare au deteriorat din podurile și capul de podul a fost din nou izolat. În ciuda acestor dificultăți, unitățile de pe malul stâng au trecut la atac: francezii au avansat pe stânga în direcția văii Alano di Piave, în timp ce pe dreapta, deși se confruntau cu o rezistență austriacă îndârjită, alpinii a făcut progrese considerabile și au ajuns, la sfârșitul zilei, la Valdobbiadene.
La capul de pod principal al Armatei a 8-a, situația trupelor corpului XXII era încă critică, în principal din cauza cursului vijelios al râului, dar și din lipsa de puncte de trecere stabile. Artileria austro-ungară bombarda toate pozițiile italiene și, mai presus de toate, cursul Piavelui făcea extrem de dificilă activitatea geniștilor; comunicațiile cu capul de pod Sernaglia se realizau prin intermediul unor ambarcațiuni și avioane care aruncau saci de muniție și provizii. Tentativele de reconstruire a primului pod de la Vidor și a celui de al doilea de la Fontana del Buoro au dat greș noaptea, în timp ce al patrulea pod de la Casa Biadene a fost redeschis parțial și a permis transferul pe malul stâng, în șir indian pe pasarele înguste și, în parte, prin vad, al unităților Diviziei 60 și a unui batalion din brigada Messina. La orele 07:30, precarul pod a fost lovit și distrus de tunurile austro-ungare; podurile de la Nervesa și Priula erau tot scoase din uz, iar corpul de armată VIII era încă blocat la sud de râu.
În ciuda acestor dificultăți, generalul Vaccari, comandantul corpului XXII, a dat dovadă de hotărâre și încredere: în timpul întâlnirii de la 10:30 cu generalii săi, i-a îndemnat nu numai să apere cu tenacitate capul de pod, ci și să treacă la atac; fuseseră raportate de către aviație coloane inamice care se deplasau spre nord și semne de slăbiciune ale rezistenței austriece. Trupele brigăzilor Piemont și Porto Maurizio au reușit să înainteze de la capul de pod și au ajuns fără multă dificultate la Falzè și Chiesola. La ora 14:00, generalul Caviglia, conștient că lupta ajunsese la momentul cel mai important, și că inamicul era aproape de colaps, a transmis un ordin de zi trupelor sale, în care sublinia că în termen de 24 de ore, lupta va fi decisă, și că istoria Italiei, „probabil, pentru un secol” va depinde de tenacitatea trupelor în următoarele câteva zile. Prin urmare, era nevoie să se reconstruiască noaptea toate podurile; trupele urmau să treacă la atac cu maxim spirit ofensiv pentru „atingerea obiectivelor prevăzute”.
În timp ce trupele austro-ungare din prima linie se luptau curajos și cu succes de patru zile, erau în continuă creștere semnele de dezintegrare și mai ales unitățile din spatele frontului, mai bine informate despre evenimentele internaționale și zvonurile de armistițiu, erau aproape de colaps. Chiar dacă generalul Giardino scria în memoriile sale că, în acele zile, în fața îndârjitei și bravei apărări armata austro-ungare, nu a simțit începuturile dezertării și răzvrătirii, din noaptea de 27 octombrie, s-au confirmat rebeliuni și dezertări în unitățile de luptă din linia a doua trimise pe frontul din Grappa la contraatac: unsprezece regimente din cincizeci și unul nu mai respectau ordinele. În dimineața zilei de 28 octombrie, situația devenise foarte precară pe linia Piavelui, și generalul Borojević lua în considerare posibilitatea de a evacua imediat regiunea Veneto, în timp ce patru divizii refuzau să intre în acțiune. În aceste condiții era imposibil să contraatace și să contracareze capete de pod ale inamicului. Două divizii austro-ungare epuizate s-au retras din zona Sernaglia până la linia Bigolino⁠(d)-Colbertaldo⁠(d)-Farra di Soligo, unde au fost întărite de Divizia 34 care însă în parte deja se dezintegrase; unele unități s-au răzvrătit.
De la orele 07:00, manevra ordonată de generalul Caviglia la Grave di Papadopoli era în plină desfășurare; pe podurile Armatei a 10-a de la Salettuol și Palazzon, de la orele 12:00, au traversat râul Piave unități din corpul de armată XVIII al generalului Basso. Au trecut mai întâi brigăzile Como, Bisagno și Sassari, care au ajuns pe malul stâng și după-amiaza au înaintat cu hotărâre spre nord-vest pentru a se intersecta cu drumul Treviso-Udine. Brigăzile Como și Bisagno au ocupat unele sate și s-au apropiat de Susegana, lângă podurile de la Priula unde rămăsese blocat corpul de armată VIII, au fost luați mai mulți prizonieri. Generalul Caviglia a reușit seara să comunice regelui Victor Emanuel al III-lea că manevra laterală a corpului XVIII și-a atins scopul, deblocând situația precară corpului VIII, trecut sub comanda generalului Grazioli după demiterea generalului Asclepio Gandolfo.
Succese decisive a obținut și Armata a 10-a a generalului Cavan, care a înaintat la dreapta corpului de armată XVIII, a înfrânt rezistența corpului XVI al generalului austriac Kralicek aparținând Armatei a 5-a: britanicii au ocupat Tezze di Piave⁠(d) și, în legătură cu brigada Como, s-au apropiat de linia râului Monticano (Kaiserstellung) unde au raportat că inamicul este încă numeros și combativ. Situația austro-ungarilor s-a înrăutățit după-amiaza: Armata a 5-a era în retragere spre râul Monticano, în timp ce aripa stângă a Armatei a 6-a, atacată corpul XVIII italian, la rândul său a trebuit să-și abandoneze pozițiile. Seara, generalul Schönburg-Hartenstein, comandantul Armatei a 6-a, i-a dat generalului von Nöhring trei divizii de întăriri, 36 infanterie, și 43 și 44 vânători, pentru a-i contracara pe italo-britanici, dar cele mai multe dintre aceste forțe de rezervă au dezertat și erau disponibile doar opt batalioane; linia Monticano era și ea în pericol, și corpul XVI austriac se retrăgea în dezordine dincolo de râu.
În timpul zilei, de mai multe ori generalul Borojević a informat comandamentul suprem austro-ungar de înrăutățirea situației: el credea că „dacă inamicul continuă să câștige teren”, situația ar putea deveni „extrem de periculoasă”. Comandantul apărării Piavelui lua în considerare posibilitatea de a abandona Veneto și cerea indicații de la înaltul comandament, crezând în importanța păstrării a cel puțin o parte din armată pentru a menține ordinea în țară și a apăra monarhia habsburgică. Între timp, răzvrătirile s-au extins la trupele din regiunea Trentino și în marina austro-ungară; la orele 15:45, împăratul Carol i-a ordonat generalului von Weber Webenau din Trento se încheie cât mai curând armistițiul, să accepte orice condiție, cu excepția unei potențiale cereri de liberă trecere prin teritoriile Imperiului a unei părți din trupele inamice pentru a ataca Germania dinspre sud. Generalul Arz von Straussenburg l-a avertizat pe generalul Borojević de misiunea încredințată general Weber, cerându-i să „lupte până săptămâna viitoare”, pentru a obține condiții mai favorabile de armistițiu.

### 29 octombrie
Generalul Giardino a început, conform directivelor transmise de Comandamentul Suprem de la Abano, o nouă zi de atacuri în sectorul Grappa. La ora 09:00, pe o vreme în îmbunătățire, corpul IX a lansat asaltul asupra munților Asolone și Col della Berretta în frunte cu unitățile de arditi ale maiorului Giovanni Messe⁠(d): au obținut unele succese inițiale, dar, încă o dată, austro-ungarii și-au concentrat forțele și au contraatacat. La ora 11:00 italienii au revenit pe pozițiile de plecare; arditi au suferit pierderi mari și maiorul Messe a fost rănit. Atacul corpului VI nu a dus la niciun rezultat, artileria austro-ungară au intervenit cu eficacitate, și unitățile italiene de pe Muntele Pertica au fost și ele obligate să respingă un atac inamic. La orele 18:00, Comandamentul Suprem, confruntat cu rezistența tenace, a trebuit să ordone suspendarea atacurilor până pe 30 octombrie, în așteptarea evoluțiilor de pe Piave. De fapt, pe dreapta Armatei a 4-a, Armata a 12-a a francezului Graziani făcea progrese bune și amenința să încercuiască dinspre est apărarea Masivului Grappa. Brigăzile Re și Trapani din corpul de armată I au înaintat spre valea Alano di Piave și satul Favari, în timp ce pe partea stângă a Piavelui, Divizia 23 franceză a ocupat Segusino și Divizia 52 alpină a mărșăluit cu succes de-a lungul pantelor abrupte ale Muntelui Cesen; două divizii austro-ungare au fost învinse și s-au retras în direcția Follina.
Situația devenea din ce în ce mai favorabilă italienilor, în special în sectorul râului Piave; noaptea, curentul râului s-a diminuat, și artileria austro-ungară, amenințată de înaintarea laterală a coloanelor corpului XVIII, și-a redus mult activitatea. În aceste condiții, unitățile de geniu au putut activa două noi treceri la Fontana del Buoro și în aval de podurile de la Priula, în timp ce a fost îmbunătățit și podul Salettuol folosit de trupele britanice. Întreaga Armată a 8-a a generalului Caviglia a trecut apoi pe malul stâng al Piavelui, și corpul XXII a putut începe înaintarea în profunzime fără a întâmpina multă rezistență; au fost ocupate Pieve di Soligo, Solighetto⁠(d) și Refrontolo. Corpul VIII, trecut sub comanda generalului Grazioli, a reușit în cele din urmă să traverseze râul pe podul construit la Nervesa; o parte din trupe, brigăzile Tibru și Aquila, au mărșăluit până la Santa Maria di Feletto⁠(d), în timp ce brigada Lucca a înaintat pe linia Susegana-Manzana⁠(d)-Vittorio Veneto. Pe podul de la Priula a trecut întreaga Divizie a 2-a de asalt care a eliberat apoi Susegana. În același timp, corpul de armată XVIII a înaintat rapid spre nord; la Ramera⁠(d) și Sarano⁠(d), brigăzile Diviziei 33 au fost contrate ferm de unități austro-ungare din corpul XXIV utilizate pentru a proteja Conegliano, dar brigăzile Sassari și Bisagno au reușit să înainteze treptat, în timp ce brigăzile Como și Ravenna, au mărșăluit spre râu Monticano după ce au trecut de apărarea inamicului.
Poziția Armatei a 6-a austro-ungare devenea tot mai precară: acum, aceasta era despărțită de Armata a 5-a și de o pătrundere inamică de la nord de Piave, iar unitățile corpului XXIV  austriac riscau și ele să fie scoase din luptă de înaintarea corpului XVIII și de marșul simultan al unităților britanice ale lui Cavan care deja erau la nord de râul Monticano. Armata a 10-a anglo-italiană a reușit să depășească rezistența a două divizii austro-ungare: unele formațiuni au ajuns la râu și, susținute de atacuri violente ale avioanelor italiene și britanice care au zguduit apărarea, au învins la pre;e 10:00 și au format un cap de pod. Unele unități austriece s-au dezintegrat și au fugit în dezordine, alții au refuzat să contraatace; o parte din trupele britanice au ocupat la orele 12:00 Cimetta,⁠(d) în timp ce alte unități au înaintat spre nord-vest și au amenințat spatele corpului XVI austro-ungar.
Armata a 6-a austro-ungară era în pericol de a fi izolată și distrusă, în timp ce corpul XXIV se bătea pentru a acoperi Conegliano, trupele însărcinate cu oprirea înaintării corpului XXII italian s-au retras într-o dezordine crescândă; generalul Wurm, comandantul Armatei a 5-a, a anunțat succesul britanic la nord de Monticano. La orele 16.30 s-a ordonat retragerea generală a Armatei a 6-a în spatele Livenzei⁠(d), dar această manevră a dus totuși la pierderea contactului pe flancul drept cu „Grupul Belluno” al generalului von Goglia, care, la rândul său după-amiaza, a ordonat primele retrageri a acoperi Subalpii Bellunezi⁠(d). La orele 23:00, brigăzile Sassari și Bisagno au ocupat Conegliano, în timp ce corpul de armată XXIV austro-ungar s-a retras spre Sacile. Generalul Wurm a hotărât și el retragerea, și Armata a 5-a a început în timpul nopții să evacueze linia Piavelui inferior.
Trupele italiene au reintrat apoi în primele orașe și sate din Venetul ocupat timp de aproape un an de inamic și au eliberat populația care a fost grav afectată de austro-ungari. Devastarea și jafurile comise mai ales de către soldații germani și maghiari au fost puternice, iar soldații italieni au fost întâmpinați cu mare ușurare, în uralele entuziaste ale populației.
General Borojević simțea acum situația disperată: se înmulțiseră dezertările și revoltele în rândul unităților și nu se mai putea continua rezistența. El considera că este deosebit de important să se protejeze o parte a armatei, și să se organizeze retragerea până la frontierele imperiului, și de la ora 12:00 a dat instrucțiuni în acest sens cartierului general austro-ungar; la 19:30 generalul Arz von Straussenburg a ordonat evacuarea „ordonată” a Venetului, dar comandamentul Grupului de armate Tirol a comunicat că din cauza condițiilor trupelor, această manevră de retragere era imposibilă și a sugerat un armistițiu imediat, fără condiții. Dimineața a avut loc primul contact între cele două părți combatante: la orele 09:20, căpitanul Kamillo von Ruggera⁠(d), însărcinat de generalul Weber, a trecut liniile italiene la Serravalle all'Adige⁠(d) pentru a prezenta o scrisoare a comisiei de armistițiu austriece mutată la Rovereto. Primit la comandamentul Diviziei 26 infanterie italiene, ofițerul austriac, i-a înmânat scrisoarea de la generalul Weber prin cere se cerea deschiderea de negocieri pentru a stabili termenii și condițiile unui armistițiu; scrisoarea a fost transmisă Comandamentului Suprem italian, care a contestat valabilitatea juridică a documentului prezentat și a declarat că nu se intenționează inițierea de tratative care să întrerupă operațiunile; erau însă gata să primească delegații cu puteri depline pentru a li se comunica condițiile de capitulare convenite de comandamentul italian cu aliații.

### 30 octombrie

#### Începutul retragerii austro-ungare
Generalii Diaz și Badoglio erau deja conștienți că armata inamică era în declin și voiau să profite din plin de situație, fără a arăta inamicului deschidere față de ideea de armistițiu și încercând să transforme retragerea acestora într-o dezintegrare ireversibilă. Au fost emise astfel ordine Armatei a 3-a a Ducelui de Aosta să traverseze imediat Piavele  inferior: cele patru divizii de cavalerie au fost activate și au împins înainte cu scopul de a depăși coloanele inamice aflate în fugă, și să blocheze punctele de trecere a râului Tagliamento⁠(d) de la Pinzano⁠(d) la mare; cavaleria urma să înainteze mai ales la nord de calea ferată Conegliano-Codroipo.
Generalul Giardino fusese avertizat în dimineața zilei de 30 octombrie să se limiteze pentru moment la acțiuni minore, dar să fie pregătit să înainteze hotărât cu Armata a 4-a în cazul unei noi evoluții care să rezolve situația. În cursul zilei și apoi în sectorul masivului Grappa, trupele italiene nu au declanșat alte atacuri, în timp ce aviația a început să repereze coloane inamice în marș de retragere spre nord. De fapt, generalul von Goglia, comandantul „Grupului Belluno”, a comunicat după-amiaza corpurilor XXVI și I că este necesar să-și abandoneze pozițiile și să se retragă; în linia a doua, unitățile de întărire dezertaseră aproape integral. După o serie de discuții, la orele 24:00, informat de succesele obținute de Armata a 12-a italo-franceză pe flancul stâng, generalul von Goglia a ordonat în cele din urmă retragerea și 70.000 de soldați austro-ungari și-au abandonat pozițiile apărate cu tenacitate în ultimele zile, inițiind o retragere dificilă și lăsând pe loc o mare parte din artilerie. De fapt, Armata a 12-a a generalului Graziani înainta spre Feltre pentru a încercui masivul Grappa: brigada Taranto a eliberat Alano di Piave, în timp ce brigada Trapani s-a apropiat de Quero⁠(d); la est de râul Piave, trupele franceze au înaintat după ce au ocupat Segusino, în timp ce departamentele alpine au urcat Subalpii Bellunezi, ocupând în întregime Cesen⁠(d).

#### Eliberarea orașului Vittorio Veneto
În cursul nopții de 29-30 octombrie, Armata a 6-a austriacă și-a continuat retragerea confuză și dificilă după ce a renunțat să lupte contra capului de pod inamic de pe Piave. Corpul XXIV a reușit să evite izolarea la sud de Monticano și a ajuns la Sacile și Brugnera, în timp ce Corpul II a traversat în dezordine Vittorio Veneto; orașul a fost prădat noaptea de coloanele în fugă și dimineața austro-ungarii s-au retras la Polcenigo să caute adăpost dincolo de Livenza⁠(d). Comandamentul Armatei a 6-a spera să rețină temporar inamicul pe râu, în primul rând pentru a consolida apărarea pe linia Aviano-Vivaro-Arzene. Situația armatei austro-ungare era catastrofală și dorința de luptă era compromisă; o serie de atacuri aeriane italiene au contribuit și mai mult la dezordinea și demoralizarea din rândul unităților.

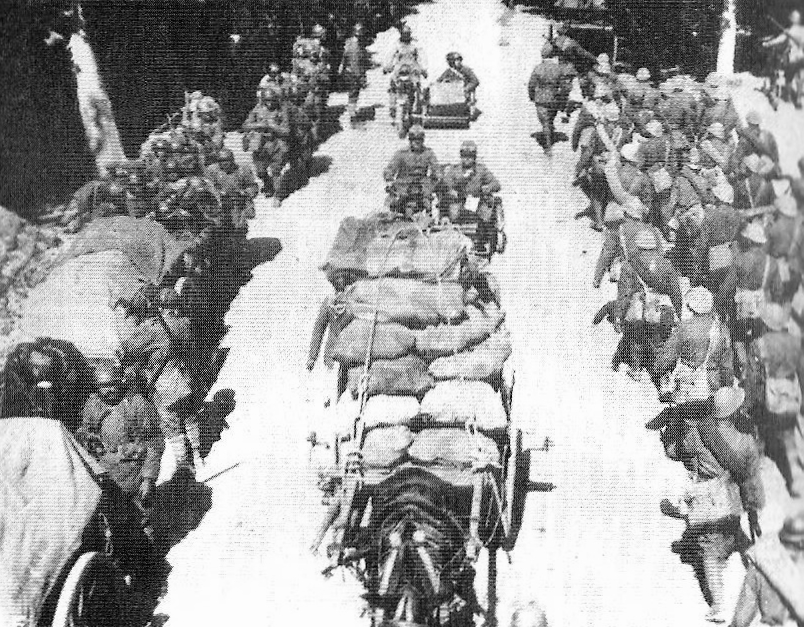
Trupele italiene și cehoslovace (dreapta), se deplasează în spatele frontului de pe Piave

În aceste condiții, generalul Caviglia putea accelera înaintarea trupelor sale: cavaleria a fost adusă în față pentru urmărire și Armata a 8-a a înaintat de-a lungul întregului front. La orele 15:00, secțiuni ale unității de asalt XX, precedate de dimineață de unități de bicicliști și de cavaleria de lăncieri „Firenze”, a intrat în Vittorio Veneto, salutată cu bucurie de către populație; au venit și detașamente de infanterie din corpurile de armată VIII și XXII, iar soldații austrieci supraviețuitori au fost luați prizonieri. După eliberarea orașului Vittorio Veneto, Armata a 8-a continuat înaintarea până seara până aproape de Serravalle⁠(d) presându-i îndeaproape pe austro-ungarii aflați pe fugă; alte departamente au ajuns la Follina, Tovena⁠(d) și Revine⁠(d), brigăzile Bisagno și Sassari au mărșăluit spre Cansiglio⁠(d) și către izvoarele Livenzei, brigăzile Como și Ravenna au mers spre Cordignano și Villa di Villa⁠(d). În sectorul Armatei a 10-a a generalului Cavan, trupele britanice au ajuns la Sacile, unde au întâmpinat din nou o rezistență îndârjită; după ce a ajuns pe Livenza la Francenigo⁠(d), între timp și Divizia 37 italiană a mărșăluit spre râu și a ocupat Fontanellette⁠(d); în sfârșit, Divizia 23 italiană și-a deviat înaintarea spre dreapta pentru a facilita trecerea Piavelui de către Armata a 3-a, a eliberat Oderzo și a ajuns aproape de Ponte di Piave.
Traversarea râului Piave de către o parte din armata Ducelui de Aosta a început la orele 06:00, precedată de două ore de foc de artilerie, și s-a dezvoltat destul de lent; capetele de pod au fost consolidate abia după-amiaza, după o lungă luptă pe un teren mlăștinos datorită și amenințării dinspre nord a trupelor Armatei a 10-a italiene. Podurile au fost construite la Salgareda, unde, după unele dificultăți, a trecut brigada Ionio, la Romanziol, unde a trecut brigada Ferrara, la San Donà di Piave, unde au trecut brigăzile Cosenza și Sesia pe pasarele în aval de podul de cale ferată și au eliberat orășelul. Brigada de Grenadieri din Sardinia, și regimentul Marina au trecut râul la Chiesanuova⁠(d) și Revedoli. După-amiaza, austro-ungarii și-au reluat retragerea prin terenul dificil plin de noroi, facilitată însă în parte de slaba presiune a italienilor, care au înaintat cu prudență spre râul Livenza.
Situația politică și militară a armatei austro-ungare devenea din ce în ce mai confuză. În dimineața zilei de 30 octombrie s-au întâlnit la Udine generalii Borojević, Schönburg-Hartenstein și Wurm; s-au discutat propunerile venite de la Comandamentul Suprem din Baden de încetare a focului și de negocieri separate cu fiecare armată. Aceste ipoteze au fost criticate, iar generalul Borojević a decis să amâne capitularea, convins încă de ideea că dezintegrarea Imperiului era evitabilă și că armata va fi esențială pentru a evita apariția unor revoluții. De asemenea, el a respins propunerea generalului Zeidler Daublebsky, de la cancelaria imperială, de a consulta trupele pe tema deciziei. Soldații, obosiți și demoralizați, se retrăgeau dezordonat în timp ce circulau zvonuri revoltă și răscoală în Praga, Zagreb, Viena și Fiume.
Între timp, continua cu dificultate inițierea tratativelor din partea comisiei de armistițiu austro-ungare: după tentativa căpitanului von Ruggera, la orele 17:00 generalul Weber în persoană, însoțit de colonelul Karl Schneller⁠(d) și de locotenent-colonelul Viktor von Seiller, au traversat liniile pentru a prezenta documentația solicitată de către italieni, și pentru a se angaja în discuții directe. La orele 20:00, Comandamentul Suprem italian a ordonat ca cei trei ofițeri austrieci să fie reținuți pentru moment la Avio și ca documentele să fie transmise la cartierul general de la Abano.

### 31 octombrie
Semnele de prăbușire a armatei austro-ungare erau acum din ce în ce mai evidente: veștile despre negocieri, despre revoltele și schimbările politice radicale din regiunile Imperiului au ajuns la trupe accentuând starea de confuzie, dezamăgirea, și dorința de a înceta lupta. În timp ce unele unități au continuat să lupte cu tot curajul, masa armatei în retragere a început să se rupă în grupuri separate interesate doar să ajungă în regiunile lor naționale; au existat jafuri, refuzuri de a respecta ordinele, conflicte de comandă, conflicte între soldații de diferite etnii, atacuri asupra trenurilor și mijloacelor de transport pentru a accelera fuga.

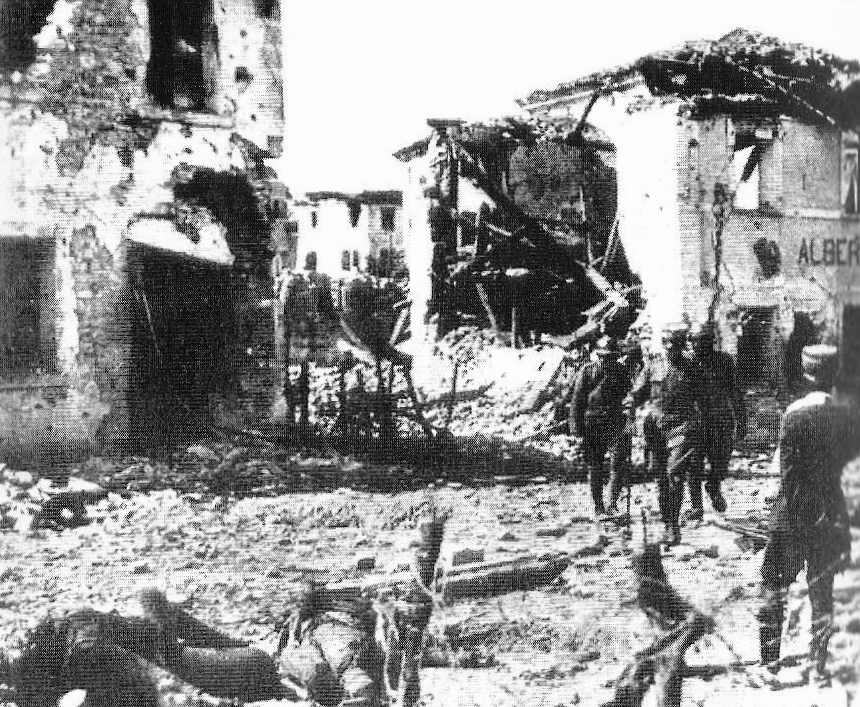
Soldați italieni printre ruinele Nervesei după bătălie

Generalul Diaz și adjunctul său Badoglio au emis prima directivă generală pentru urmărirea finală a inamicului indicând obiectivele detaliate ale diferitelor armate, care urmau să înainteze pe întregul front pentru a câștiga cât mai mult teren în timpul scurt rămas până la încheierea războiului. În documentul nr. 14619, după ce sublinia că „inamicul a început să se retragă pe întregul front”, Comandamentul Suprem a trasat linii prevăzute pentru a bloca retragerea și a ocupa punga Trentino cu Armatele a 7-a, 1 și a 4-a, în timp ce în câmpia venețiană, Armatele a 8-a, a 10-a și a 3-a urmau să exploateze victoria în direcția Tagliamento și Isonzo.
Armatele austro-ungare ale „Grupului Belluno” se retrăgeau și trupele Armatei a 6-a italiene s-au pus în mișcare, ajungând la Cismon⁠(d) primele dintre diviziile ale Armatei a 4-a, pe care generalul Giardino le pusese să înainteze în masă de la orele 08:45. Soldații Armatei a 4-a au reușit să cucerească în cele din urmă pozițiile aprig apărate de mai multe zile de către inamic: corpurile VI și IX au ocupat Col della Berretta și Monte Prassolan, în timp ce corpul XXX al generalului Montanari a ajuns la alte vârfuri mai importante. Giardino ceruse corpului XXX să anticipeze înaintarea francezilor generalului Graziani pe direcția Feltre-Fonzaso, și trupele alpine din Divizia 80 au mărșăluit spre Feltre unde au ajuns și pe care l-au eliberat la orele 17:30 înainte ca trupele franceze să ajungă cu toată forța pe 2 noiembrie. Armata a 12-a italo-franceză a ajuns în seara zilei de 31 octombrie cu Divizia 23 franceză la satul Caorera⁠(d), în timp Divizia 52 italiană ocupa Busche și Lentiai.

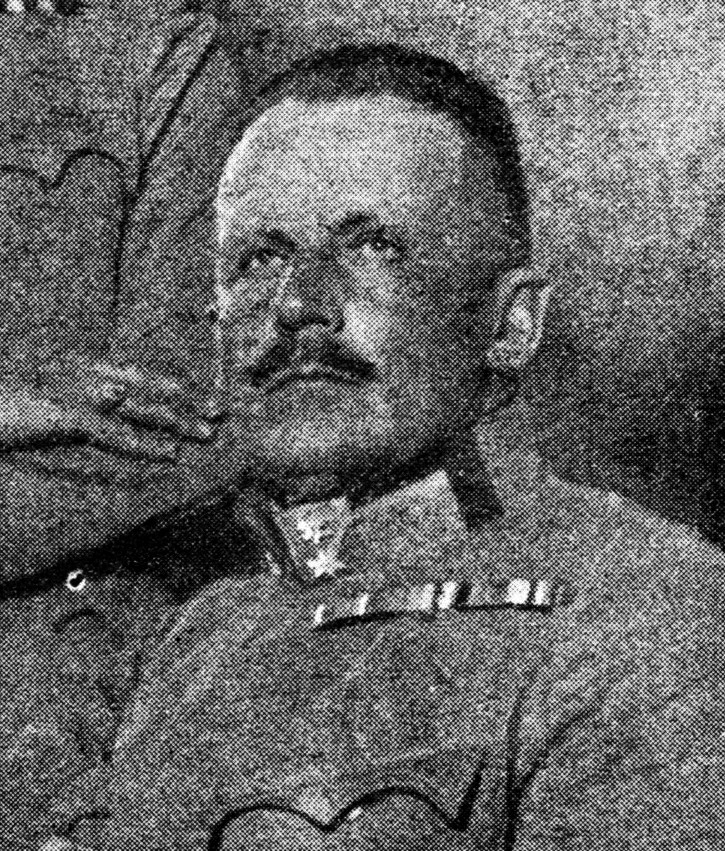
Generalul, șeful comisiei de armistițiu austro-ungare

Retragerea „Grupului Belluno” era amenințată și de înaintarea aripii stângi a Armatei a 8-a a generalului Caviglia în direcția văii superioare a Piavelui⁠(d); în ciuda ferocei apărări austriece din Fadalto, italienii au încercuit poziția prin Cansiglio și unele secțiuni au pătruns în Valea Belluna⁠(d). Diviziile de cavalerie trimise la înaintare de generalul Caviglia puteau începe urmărirea trupelor rămase din Armata a 6-a austro-ungară, care la orele 15:45 au primit ordinul să se retragă dincolo de Tagliamento; călăreții Diviziilor 1 și a 3-a au trecut Livenza la Vigonovo și Fiaschetti și au eliberat Polcenigo. Cursul Livenzei a fost atins în forță și de Armata a 10-a anglo-italiană a generalului Cavan, și trupele britanice ale corpului 14 au cucerit după ciocniri violente Sacile. În cele din urmă, la sud, în timp ce și Armata a 5-a austro-ungară se retrăgea spre Tagliamento, unitățile de infanterie ale Armatei a 3-a înaintau spre râul Livenza încetinite de terenul parțial inundat; după-amiaza, cavaleria armatei Ducelui de Aosta a ajuns la râul Motta di Livenza, urmată mai în aval de Divizia 23 infanterie.
Între timp, începuseră cu multă greutate discuțiile pentru încetarea ostilităților. La orele 07:00, Comandamentul Suprem italian i-a comunicat generalului Weber condițiile de armistițiu la Villa Giusti⁠(d), o reședință din apropierea sediului cartierului general de la Abano. Generalul Weber i-a chemat apoi la Avio pe ceilalți membri ai comisiei rămași în Rovereto, iar la orele 16:00 toți reprezentanții austro-ungari au fost transferați cu mașina la Villa Giusti, unde au ajuns la ora 20:00. În timpul nopții, prim-ministrul Vittorio Emanuele Orlando, care se afla la Paris, l-a anunțat telegrafic pe Diaz că în curând i se va transmite textul în limba franceză al lungului document de armistițiu convenit de către Aliați, și care trebuia să fie comunicat reprezentanților austro-ungari, fără a permite vreo discuție despre condițiile sale.

### 1 noiembrie
În sectorul Platoului celor Șapte Comune, la 1 noiembrie, Armata a 6-a a generalului Montuori s-a pus în mișcare pe toată linia, întâmpinând încă rezistență până la sfârșitul zilei, când Grupul de armate al Tirolului a dat ordin și Armatelor a 10-a și a 11-a să înceapă retragerea mai întâi pe platoul Folgaria și apoi în Trento. În special Divizia 48 britanică a generalului Walker a întâmpinat dificultăți pe Muntele Rasta și pe Muntele Interrotto, în timp ce și Divizia 20 italiană întâmpina dificultăți pe Val d'Assa⁠(d). Rezultate bune a obținut Divizia 24 franceză a generalului Odry care a cucerit Muntele Ongara, facilitând și înaintarea celor trei unități italiene ale brigăzilor Murge, Lecce, Bergamo și Ancona care, mai la est, ocupau mare parte din munții cei mai importanți dintre Asiago și Melette⁠(d). Între timp, Armata a 4-a a generalului Giardino își continua obositorul marș de încercuire la nord-est de platou: după-amiaza, trupele corpului de armată IX au eliberat Primolano⁠(d) și au ajuns atunci la Grigno unde a trebuit să se lupte aprig contra ariergărzii inamice; alte trei divizii au ocupat Arsiè, Fonzaso, Ponte della Serra, în vreme ce culmea Feltre a fost eliberată total de către forțele corpului de armată XXX. Simultan, ieșite din defileul de la Quero⁠(d), se apropiau de Feltre dinspre est și unitățile franceze și italiene ale Armatei a 12-a.

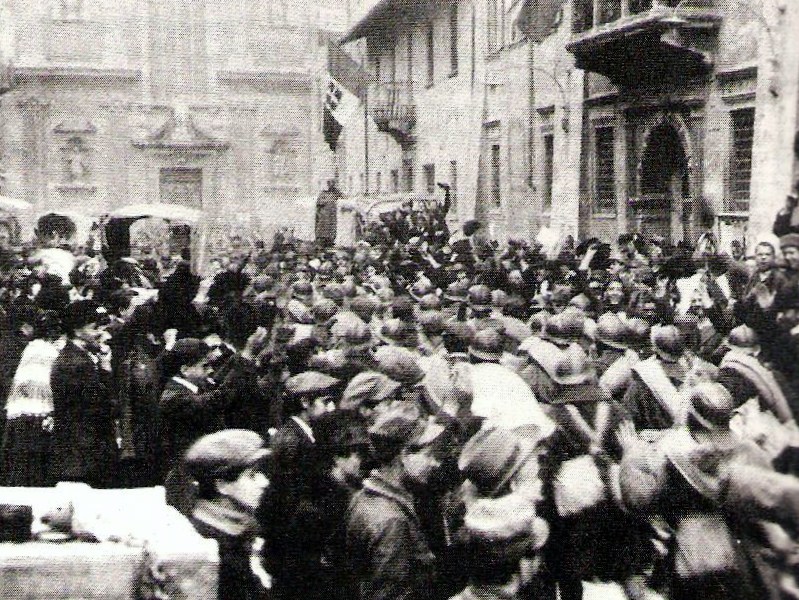
Soldații italieni defilează pe străzile din Trento la 3 noiembrie 1918

De la 1 noiembrie, operațiunile Armatei a 8-a au căpătat caracterul unei urmăriri a armatei austro-ungare aflată pe fugă către granițele imperiului; generalul Caviglia scria în memoriile sale că din acea zi, trupele sale nu a mai trebuit să lupte decât sporadic cu ariergarda inamică, și că misiunea sa s-a limitat la urmărirea direcțiilor de înaintare și la delimitarea zonelor de marș asignate diferitelor corpuri ale armatei sale. În timpul înaintării, avangardele mobile de cicliști și autoblindate italiene au obținut câteva succese strălucite: la orele 12:00 la Ponte nelle Alpi au surprins un număr mare de soldați austro-ungari dezordonați și demoralizați, au luat mulți prizonieri și au lăsat doar câteva mici nuclee să fugă către Longarone, în timp ce la San Quirino a fost atacată și învinsă de rapidele unități italiene o divizie maghiară. Diviziile corpului XXVII al generalului Antonino Di Giorgio⁠(d) au participat la urmărire și au intrat prin Livenza și către Spilimbergo, în vreme ce brigăzile Campania, Mantova și Piemonte, aparținând corpului de armată XVIII, au eliberat Mel, Trichiana, Farra⁠(d) și Limana; un regiment al brigăzii Porto Maurizio a ajuns la Belluno și l-a ocupat.
Seara, comandamentul Armatei a 6-a austro-ungare a trebuit, din pricina dezordinii din rândurile diviziilor sale și a sosirii avangărzii italiene la Meduna di Livenza și Prata di Pordenone, să ordone retragerea către Carintia. Pe râul Meduna⁠(d), aviația italiană a efectuat numeroase misiouni de atac la joasă înălțime, producând grele pierderi umane și materiale coloanelor aflate în fugă și accentuând dezorganizarea și demoralizarea austro-ungarilor. Celelalte armate italiene ajunseseră în număr mare între timp la Livenza: britanicii și brigada Caserta, aparținând Armatei a 10-a, au traversat râul și au ajuns la Maron și Villanova, în timp ce, în sectorul Armatei a 3-a a Ducelui de Aosta, brigada Cosenza a traversat la San Stino.
La Villa Giusti, generalul Weber s-a întâlnit la orele 10:00 cu generalul Badoglio, colonnelul Pietro Gazzera⁠(d) și cu traducătorul căpitan Trenner. Noaptea a sosit și textul în italiană al condițiilor de armistițiu convenite cu Aliații, care totuși încă prezentau lacune și erori. În așteptarea sosirii documentului oficial în franceză, textul a fost prezentat de generalul Badoglio reprezentanților austrieci. Clauzele lui prevedeau evacuarea teritoriilor italiene încă ocupate, predarea teritoriilor prevăzute în Pactul de la Londra, eliberarea prizonierilor, rechiziția armelor și libera trecere către teritoriul austro-ungar pentru continuarea războiului contra Germaniei. În fața unui Badoglio rece și distant, generalul Weber s-a arătat surprins de aceste clauze, a cerut clarificări și a trimis doi oficiali pentru a comunica condițiile la Viena. Generalul Weber, care deși își exprimase dorința de a întrerupe cât mai repede luptele, a sfătuit Viena să respingă condițiile de armistițiu, pe care le considera prea umilitoare.

### 2 noiembrie
În timp ce situația armatei austro-ungare devenea din ce în ce mai dramatică și la Villa Giusti continuau cu dificultate negocierile, Comandamentul Suprem italian a pus în mișcare trupele Armatei 1 a generalului Pecori Giraldi. Până noaptea, corpul de armată X atacase în Val d'Astico⁠(d) întâmpinând puțină resistență; prin urmare, generalul Pecori Giraldi a hotărât să accelereze operațiunile și trupele sale au înaintat imediat în platourile Tonezza și Luserna. La începutul după-amiezii a început marșul Diviziei 32 în Lagarina Valley⁠(d); o unitate de arditi, sub comanda maiorului Gastone Gambara⁠(d), și trei batalioane de alpini au înaintat în vale și la orele 21:00 au ocupat Rovereto.

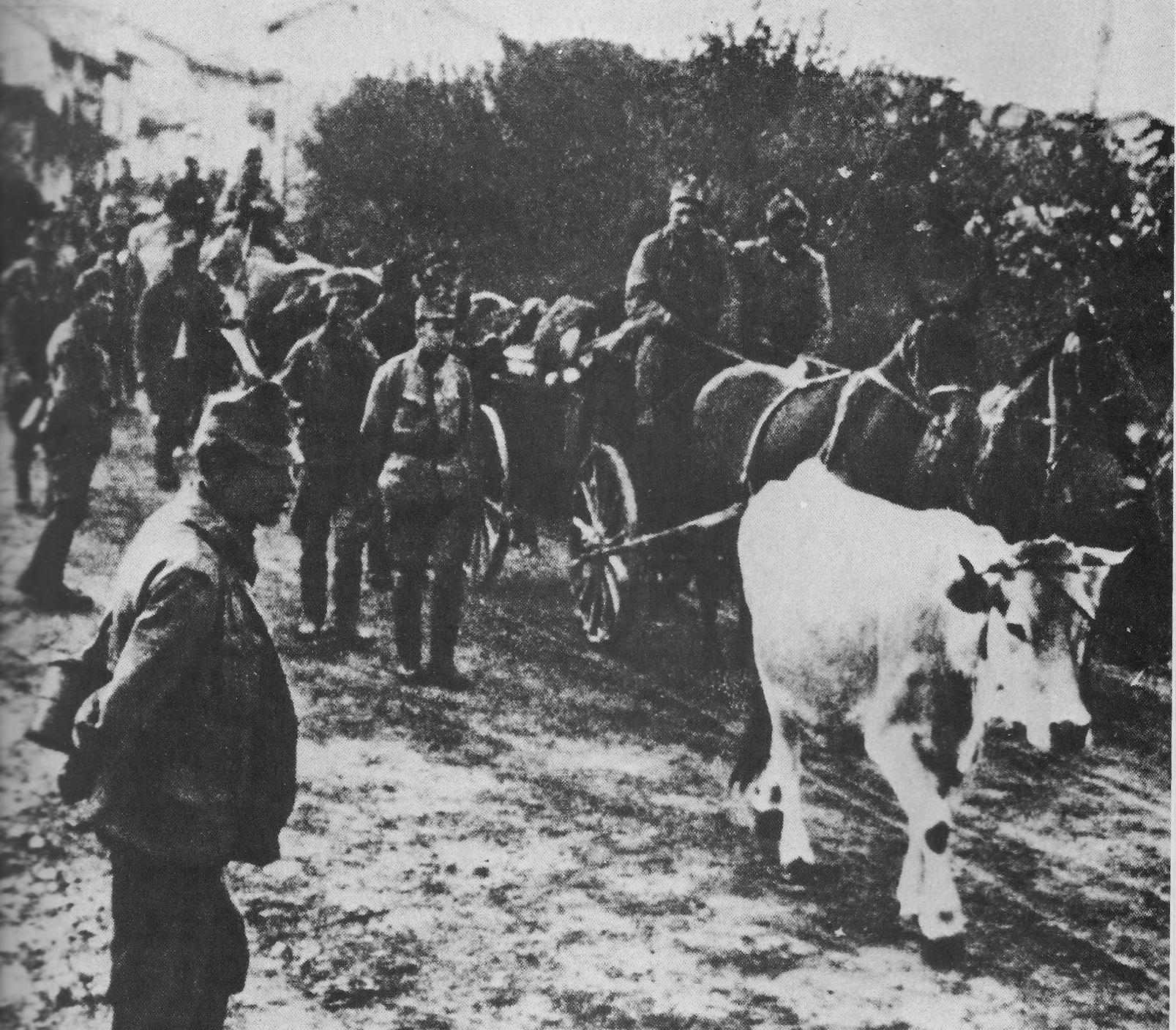
Coloane de soldați austro-ungari pe fugă în ultimele zile ale războiului

Înaintarea armatei italiene era acum generalizată. Pe malul drept al Adigelui, brigăzile Piceno și Liguria au mărșăluit în Vallarsa, pe Pasubio⁠(d), în Val Posina, trupele Armatei a 6-a au definitivat ocupația Platoului celor Șapte Comune, Armata a 4-a a procedat rapid pe cei doi versanți ai Brentei și brigăzile Forlì și Siena au ajuns la Grigno și Tezze, în timp ce alte unități operau în colaborare cu trupele Armatei a 12-a în Val Cismon și în defileul Ponte della Serra. Armatele din câmpie au continuat urmărirea, întâlnind încă o rezistență sporadică pe drumul către Longarone și Spilimbergo, în timp ce cavaleria Armatei a 8-a ajunsese pe malurile Tagliamentului fără a le elibera. Și Armata a 10-a a sosit la râu cu unitățile brigăzii Caserta și cu regimentul 332 american, în timp ce mai la sud Armata a 3-a a împins până la Villotta și Portogruaro.

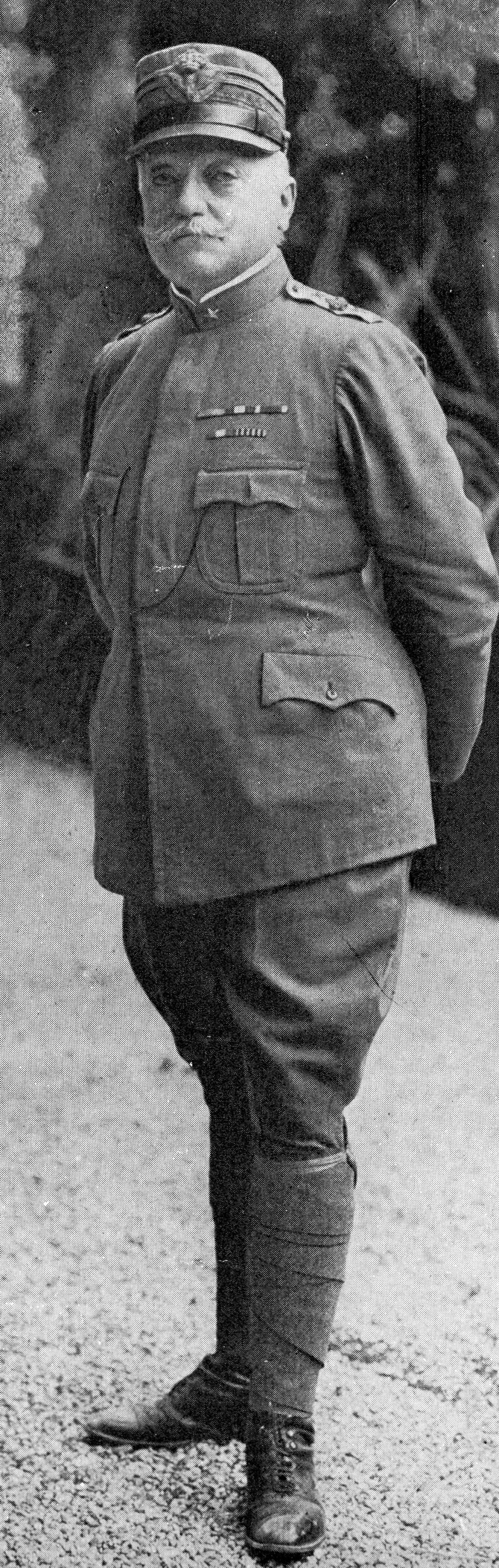
Generalul, comandantul Armatei 1 italiene

Grupul de armate al Tirolului încercase să se retragă ordonat până la o linie aflată la sud de Trento dar, deși unele unități au păstrat ordinea și disciplina, s-a semnalat un număr crescând de revolte și o întreagă divizie maghiară a refuzat să intre în luptă. Situația armatei austro-ungare a devenit și mai confuză după primirea unui comunicat din partea noului ministru maghiar de război, Bèla Linder, care a ordonat trupelor maghiare să înceteze luptele și să depună armele. Generalul Krobatin, comandantul grupului Tirol, a protestat pe lângă generalul Arz von Straussenburg și dispoziția a fost blocată, dar în rândul trupelor dezordinea creștea. În valea Adigelui, dezorganizarea și colapsul unităților a devenit catastrofal; s-au abandonat materiale și autovehicule, trenurile ce se îndreptau spre nord au fost luate cu asalt de soldați, panica și indisciplina se răspândeau. Grupul Belluno a reușit să organizeze mai bine retragerea, în ciuda lipsei întăririlor și proviziilor, în vreme ce generalul Borojević a respins fără discuții dispozițiile ministrului Linder și a ordonat transferul posturilor de comandă ale Armatelor a 5-a și a 6-a la Gorizia și Villach; grosul Armatei a 6-a, trecută sub comanda generalului Hafdy, ajunsese la Tagliamento deja noaptea.
În timp ce generalul Weber era la Villa Giusti, colonelul Schneller, întors la Trento, a intrat în legătură la orele 10:15 ci Comandamentul Suprem de la Baden unde a prezentat situația dezastruoasă generalului Johann Freiherr von Waldstätten, solicitându-i acceptarea rapidă și totală a condițiilorstabilite de italieni; generalul a dat asigurări că hotărârea va fi luată cât mai rapid, și la orele 21:30 von Waldstätten a comunicat colonelului Schneller că răspunsul final al autorității supreme va sosi în acea noapte. Între timp, la orele 13:30 a sosit în sfârșit la Abano textul oficial în franceză al clauzelor de armistițiu, din care s-a înmânat o copie generalului Weber la orele 16:45. La orele 21:00 a început la Villa Giusti noua reuniune între comisia austro-ungară a lui Weber și cea italiană, condusă de Badoglio și formată din generalul Scipione Scipioni și coloneii Pietro Gazzera, Tullio Marchetti⁠(d), Alberto Pariani⁠(d) și Pietro Maravigna⁠(d). Discuțiile au continuat până la orele 03:00 noaptea, și încă mai erau puternice dispute din cauza dorinței italienilor de a lăsa să treacă 24 de ore între momentul semnării armistițiului și încetarea efectivă pe teren a operațiunilor militare.
În cursul zilei, împăratul Carol a făcut ultimele tentative de a evita prăbușirea totală a monarhiei: după solicitarea generalului Arz von Straussenburg de a încheia imediat armistițiul, a convocat mai întâi o întâlnire la Schönbrunn cu consilierii săi militari și politici cei mai credincioși, în care a încercat să pună responsabilitatea hotărârilor în seama noilor reprezentanți politici democratici ai Austriei. La orele 21:15 a început un Consiliu de Coroană și în sfârșit, invitat să accepte și alarmat de veștile despre dezintegrarea armatei, împăratul a aprobat la orele 23:30 un document de acceptare a clauzelor de armistițiu, document pe care l-a transmis generalului Weber. La miezul nopții, generalul Arz von Straussenburg a comunicat telefonic generalului von Waldstätten de la Baden că condițiile inamicului au fost acceptate și că „toate operațiunile trebuie să fie suspendate”.

## Ultimele lupte și armistițiul de la Villa Giusti
Ultimele ore ale bătăliei și ale războiului pe frontul italian au fost foarte confuze: la orele 01:20 în ziua de 3 noiembrie colonelul Schneller a primit comunicatul Comandamentului Suprem de la Baden privind acceptarea armistițiului cu ordinul de a le transmite la Villa Giusti; în același timp, cartierul general austro-ungar a transmis din proprie inițiativă armatelor la orele 01:30 și din nou la 03:30 ordinul de a înceta imediat luptele și de a depune armele. Trupele din teren au primit cu ușurare aceste ordine și au considerat războiul terminat; s-au creat inevitabil neînțelegeri și conflicte cu inamicul care, din contra, continua operațiunile. La orele 15:00 s-a ținut la Villa Giusti întâlnirea finală: delegația austro-ungară condusă de generalul Weber a comunicat acceptarea armistițiului și a anunțat și că armata primise noaptea ordinul de a opri luptele și de a depune armele, dar Badoglio a refuzat să accepte aceste dispoziții ale inamicului: după cum se stabilise anterior, operațiunile aveau să fie încheiate abia la orele 15:00 în după-amiaza de 4 noiembrie, la 24 de ore după încheierea armistițiului. În fața protestelor delegaților austro-ungari, generalul italian a reacționat foarte nervos și a amenințat că va rupe tratativele; în sfârșit, la orele 18:20 în ziua de 3 noiembrie s-a semnat documentul de armistițiu care confirma că luptele vor înceta oficial la orele 15:00 în ziua de 4 noiembrie.
Între timp, pe câmpul de luptă, trupele austro-ungare, complet epuizate, derutate de ordinele din noaptea de 3 noiembrie de a înceta luptele și convinse că războiul s-a încheiat, nu au mai opus practic nicio rezistență; grupuri de soldați fugeau în panică și în demoralizarea totală, mulți alții s-au predat, haosul a devenit general, în timp ce unii comandanți, considerând războiul terminat, protestau la acțiunile agresive italiene. Înaltul comandament italian a dat dispoziții precise armatelor: războiul va continua până la orele 15:00 în ziua de 4 noiembrie și până atunci trupele trebuia să înainteze fără încetare pentru a atinge în cele câteva ore rămase din război maximul din obiective și a captura cel mai mare număr posibil de prizonieri, arme și materiale inamice.
Armata a 7-a a generalului Tassoni inițiase din ziua precendentă campania din zonele înalte ale munților: grupul III alpini a cucerit Stelvio Pass⁠(d) și a coborât pe Trafoi⁠(d), în timp ce alte unități alpine ai trecut prin Pasul Gavia⁠(d) și Pasul Tonale⁠(d) și au ajuns la Peio și Fucine; de la Adamello⁠(d) trupele italiene au mărșăluit spre Pinzolo, având ca obiectiv final Merano și Bolzano. De-a lungul văii Sarca⁠(d), Divizia a 4-a a ajuns la Tione și a continuat spre Trento; fără a întâmpina multă rezistență, brigada Pavia și-a împins avangarda până la Arco, în amonte de Riva del Garda. În după-amiaza de 3 noiembrie, trupele Armatei 1 au sosit la Trento: primele unități care au intrat în oraș au fost la orele 15:15 călăreții regimentului de cavalerie „Alessandria”, arditi din unitatea de asalt XXIV, alpinii din grupul IV; mai târziu au sosit și trupele brigăzii Pistoia. Înaintarea finală nu a întâmpinat nicio opoziție: Armata a 10-a austro-ungară era pe fugă, în timp ce generalul Martini von Malastòw, comandantul unui corp de armată al Armatei a11-, a încercat inutil să inițieze tratative; soldații italieni au avut parte de o primire entusiastă din partea populației locale.

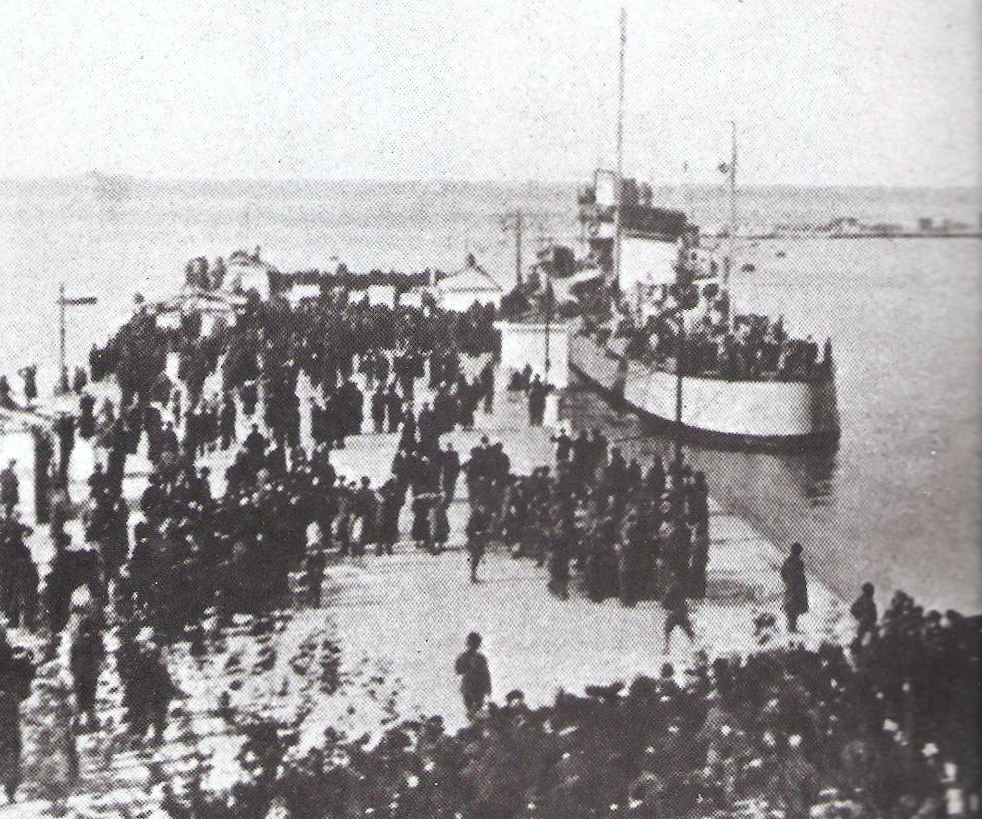
Trupe italiene debarcă la Trieste în 3 noiembrie 1918

La orele 22:00 a sosit la Trento o unitate a regimentului de cavalerie „Padova” al Armatei a 4-a a generalului Giardino; alte unități ale corpului VI sosiseră la orele 14:00 în 4 noiembrie la Canal San Bovo și Fiera di Primiero, și la orele 15:00 generalul Pecori Giraldi, comandantul Armatei 1, a intrat în Trento. Și Armata a 6-a a generalului Montuori înainta între timp fără obstacole: britanicii Diviziei 48 au fost cei care au ajuns primii la Levico după ce au luat mulți prizonieri în Platoul Vèzzena, în timp ce unitățile italiene ale corpului XX au urcat pe Val Sugana de-a lungul malului drept al Brentei. Alte armate italiene au reluat la 3 noiembrie înaintarea, împiedicată mai mult de dificultățile logistice pe drumurile insuficiente disponibile: Armata a 8-a a generalului Caviglia a mărsăluit de-a lungul văilor belluneze și unitățile de cicliști au ajuns la Longarone și Pieve di Cadore; corpul XVIII sosea în același timp la Tagliamento, în timp ce unitățile de cavalerie au înaintat până la Udine. Pe râul Tagliamento au ajuns la sfârșitul zilei și trupele Armatelor a 10-a și a 3-a.
La 30 octombrie deja orașul Trieste era răsculat: populația își proclamase unirea cu Italia și se constituise un comitet de salvare publică care declarase „decăderea Austriei din posesiunea teritoriilor italiene adriatice”. La orele 19:30 Imperiul Austro-Ungar recunoștea hotărârile comitetului și în ziua următoare reprezentanții habsburgici și cei 3.000 de soldați ai garnizoanei au părăsit orașul. Trupele italiene care au sosit în oraș la 3 noiembrie nu au întâlnit astfel nicio rezistență inamică: din ordinul generalului Carlo Petitti di Roreto⁠(d), unitățile brigăzii Arezzo și ale brigăzii de bersaglieri, transportate cu navele escortate de șapte distrugătoare, au debarcat la orele 16:20 după ce au acostat la docul San Carlo, primite cu urale de populația italiană.

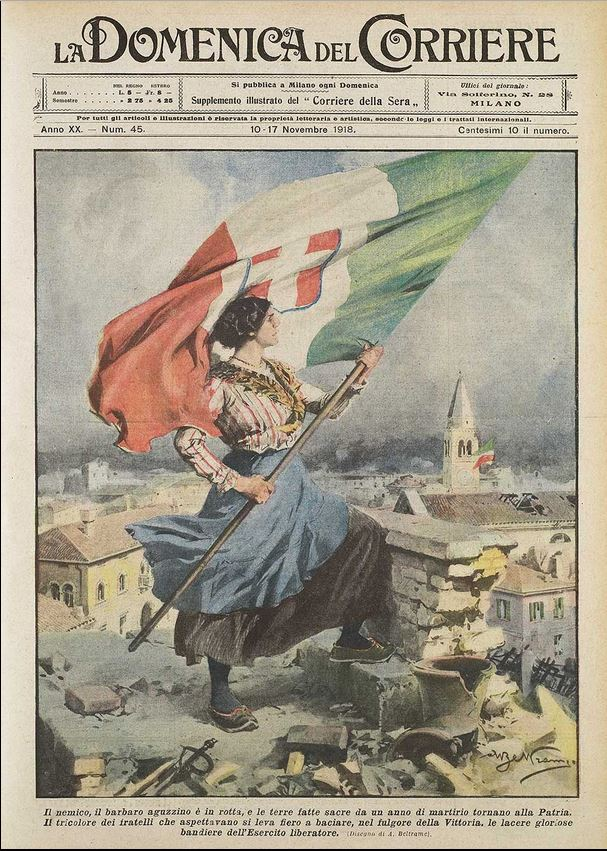
Desen de Achille Beltrame reprezentând tricolorul arborat peste Trieste

4 noiembrie, ultima zi de luptă și a războiului, a fost caracterizată de dezintegrarea definitivă a armatelor austro-ungare: în timp ce două corpuri de armată s-au predat la Trento, alte trei corpuri ale Armatei a 11-a în retragere nu au opus rezistență coloanelor italiene și au fost în mare parte capturate. În Tirolul de vest, alpinii și cavalerie italiană au ajuns la Cles și Dimaro și au interceptat retragerea inamicului; comandamentul Grupului de armate al Tirolului a comunicat că în rândul trupelor era „totală anarhie și lipsă de alimente”; și mare parte din Armata a 10-a austriacă a căzut prizonieră. Trupele Grupului Belluno și-au păstrat în mare parte disciplina și coeziunea și au reușit să se retragă către Cortina d'Ampezzo, Corvara și Arabba⁠(d), în ciuda dezordinilor și jafurilor comise de soldații răsculați care s-au semnalat la Brunico și San Candido. Corpul de cavalerie italian de sub comanda lui Vittorio Emanuele, Conte de Torino a profitat de ocazie și a înaintat cu diviziile sale: Divizia 1 a ajuns la Tolmezzo și a blocat retragerea puternicelor unități austriece ale Armatei a 6-a, Divizia 3 a ajuns succesiv la Udine, Cividale del Friuli și la Robic în valea Natisonelui⁠(d), Divizia 4 a sosit la Cormons, și Divizia 2 a ajuns la Palmanova și San Giorgio di Nogaro; după ce au capturat o întreagă divizie inamică, călăreții au ajuns apoi la Aquileia. În spatele acestor avangarde rapide mărșăluiau diviziile de infanterie ale armatelor italiene care continuau operațiunile până la sfârșit, ocupând cât mai mult teren cu putință și capturând alți prizonieri până la intrarea în vigoare a armistițiului și încheierea oficială a războiului la orele 15:00 în ziua de 4 noiembrie.

## Bilanț și urmări
În cele zece zile ale bătăliei finale de la Vittorio Veneto, armata italiană a pierdut 37.461 de oameni, morți, răniți și dispăruți, alte surse raportând și cifra de 36.498 de dispăruți; Armata a 4-a a generalului Giardino, angajată multe zile în costisitoare și sângeroase atacuri frontale pe Grappa, cu puține rezultate, a avut pierderile nete cele mairidicate, cu peste 25.000 de oameni scoși din luptă, dintre care 5.000 morți. Celelalte armate angajate, după traversarea Piavelui, în urmărirea inamicului pus pe fugă, au suferit pierderi mai limitate: 4.898 de oameni pentru Armata a 10-a a britanicului Cavan, 4.416 la Armata a 8-a a generalului Caviglia, 3.498 pentru Armata a 12-a a generalului Graziani.

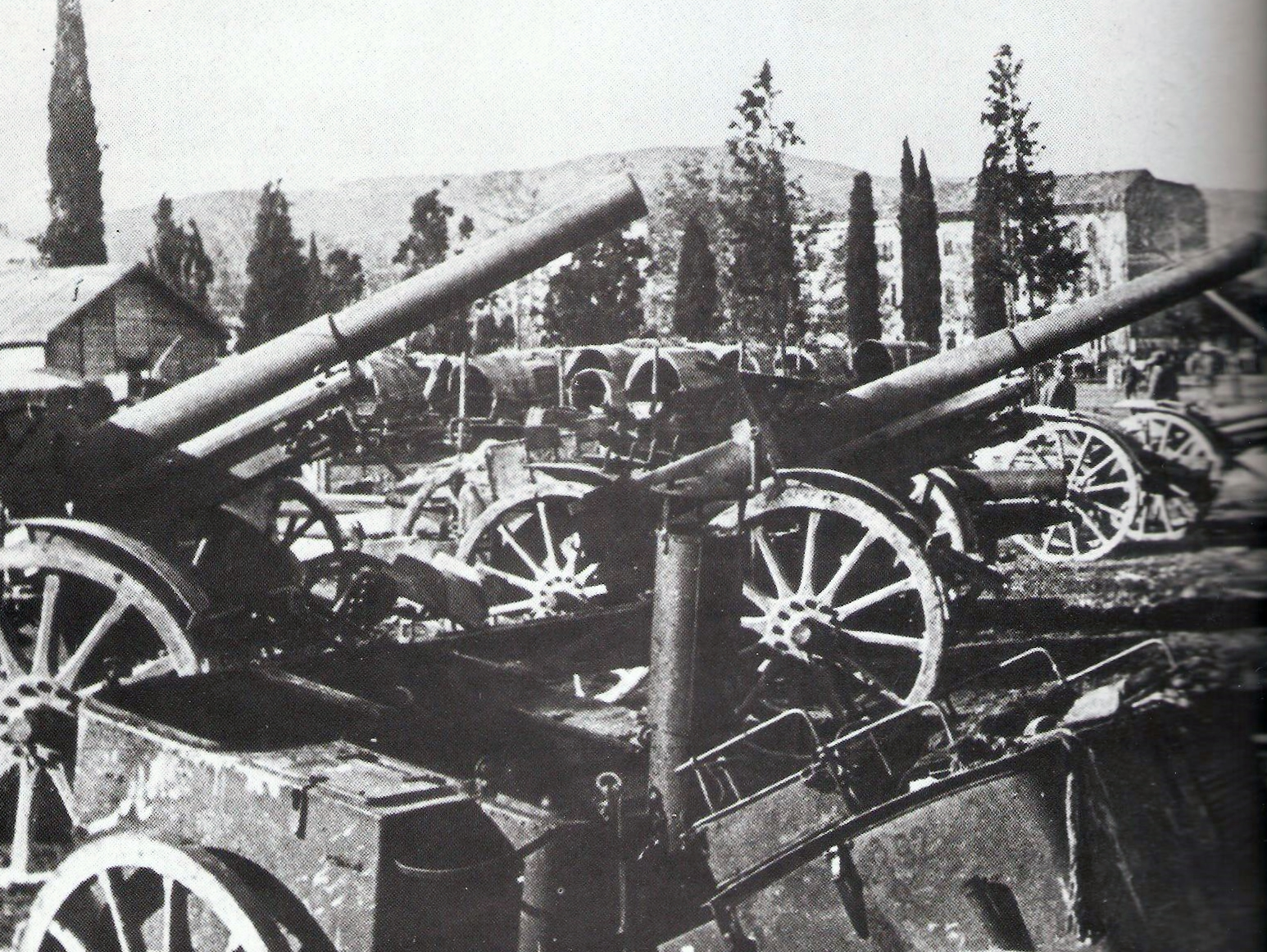
Artiglierie e mezzi militari austro-ungarici catturati dall'esercito italiano nella battaglia di Vittorio Veneto

Armata austro-ungară, pe lângă dezagregarea structurilor politico-militare ale imperiului, a ieșit distrusă din bătălie, pierzând circa 30.000 de morți și răniți, dar lăsând în mâinile italienilor un număr foarte mare de prizonieri, care a crescut de la 50.000 de soldați în seara de 30 octombrie la 428.000 la sfârșitul operațiunilor, între care 24 de generali; au fost capturate și 4.000 de mitraliere și 5.600 de tunuri și mortiere. Alte surse raportează pierderile mai ridicate (90.000 de morți și răniți) și menționează 6.800 de piese de artilerie capturate. Cel mai mare număr de prizonieri a fost luat în sectorul montan: Armata a 6-a a capturat 116.000 de prizonieri, Armata 1 100.000, Armata a 7-a 75.000; armatele austro-ungare care acționau pe câmpie au reușit în parte să fugă: Armata a 8-a a capturat 19.500 de prizonieri, Armata a 3-a 18.000, Armata a 10-a 35.000.
Buletinul Victoriei⁠(d), emis de generalul Diaz la 4 noiembrie, descria în termeni triumfaliști prestația italienilor în bătălie și exalta cu unele exagerări și cu accente emfatice rezultate luptelor, trasând un bilanț sintetic final al războiului. Unii autori, însă, au minimalizat rolul și capacitatea generalului Diaz care în timpul luptelor a demonstrat calități limitate de comandant. Piero Pieri⁠(d) atribuia meritul principal al pregătirii și conducerii bătăliei de la Vittorio Veneto generalului Badoglio, șef adjunct al statului major general, considerat principalul coordonator al operațiunilor și responsabil de dirijarea ultimei campanii.
Despre importanța istorică a bătăliei de la Vittorio Veneto și despre influența sa asupra sfârșitului Marelui Război, evaluările au evoluat diversr de-a lungul timpului: deși în faza triumfală de după luptă și în anii fascismului, și sub impulsul propagandei lui Benito Mussolini, în Italia valoarea ultimei bătălii a fost exagerată până la a vorbi despre o victorie în principal italiană în războiul mondial, în exterior asemenea afirmații erau imediat minimalizate. În Franța și în Regatul Unit s-a minimalizat meritul italian și s-a pus accent pe rolul presupus decisiv al trupelor franceze și mai ales britanice în bătălia de la Vittorio Veneto. Istoriografia anglo-saxonă a ignorat aproape total ultima campanie din Italia și i-a atribuit un rol cu totul minor asupra sfârșitului războiului; A. J. P. Taylor⁠(d), Martin Gilbert⁠(d) și B.H. Liddell Hart i-au dedicat puține rânduri, menționând mai ales operațiunile Armatei a 10-a a britanicului Cavan. Și dintre autorii italieni, Indro Montanelli, reluând cuvintele lui Giuseppe Prezzolini⁠(d), susține că Vittorio Veneto nu a fost o bătălie adevărată, ci „o retragere pe care am făcut-o să fie dezordonată și confuză”, în timp ce același Prezzolini sublinia că armata armata austro-ungară a căzut în noiembrie „din motive de moral” și scria despre o „bătălie ideală” în care „lipsește inamicul”. Giulio Primicerj scria și el că bătălia de la Vittorio Veneto nu poate fi considerată „una din bătăliile clasice de anihilare”, dar nu a fost nici doar „o retragere la care italieni au contribuit doar cu dezordinea și confuzia”.
În memoriile sale, generalul Erich Ludendorff a remarcat notabila importanță istorică a luptei: după afirmațiile lui, catastrofa austro-ungară a avut o mare influență asupra ultimei părți a conflictului, el afirmând că fără prăbușirea Vienei,  Germania ar mai fi putut să continue războiul cel puțin până în primăvara lui 1919 și ar fi putut evita o înfrângere umilitoare. Veștile despre catastrofa Austro-Ungariei au accelerat efectiv și dezvoltarea situației Imperiului German care în câteva zile a fost obligat și el să ceară încetarea ostilităților și să semneze Armistițiul de la Compiègne. În concluzie, bătălia de la Vittorio Veneto, deși în mod cert nu a hotărâț sfârșitul Marelui Război, care în octombrie 1918 era deja câștigat în practică de Aliați, a scurtat, totuși, probabil, sfârșitul lui și a favorizat o concluzie imediată cu înfrângerea Germaniei.